# Lijst van wapens van Luxemburgse gemeenten
Dit artikel bevat een lijst van wapens van Luxemburgse gemeenten. Het Groothertogdom Luxemburg is sinds 1 januari 2012 onderverdeeld in 106 gemeenten. De gemeenten vormen de kleinste bestuurlijke eenheid in Luxemburg en zijn verdeeld over 12 kantons die tot 2015 gegroepeerd waren in 3 districten. Luxemburg is opgedeeld in districten, welke zijn verdeeld in kantons en die zijn opgedeeld in gemeenten. Deze lijst is op dezelfde manier gesorteerd.
Door onder een wapen op 'Wapen' te klikken, gaat u naar het artikel over de betreffende wapen. Door op de naam van de gemeente te klikken, gaat u naar het artikel over de betreffende gemeente.

## District Diekirch

### Kanton Clervaux

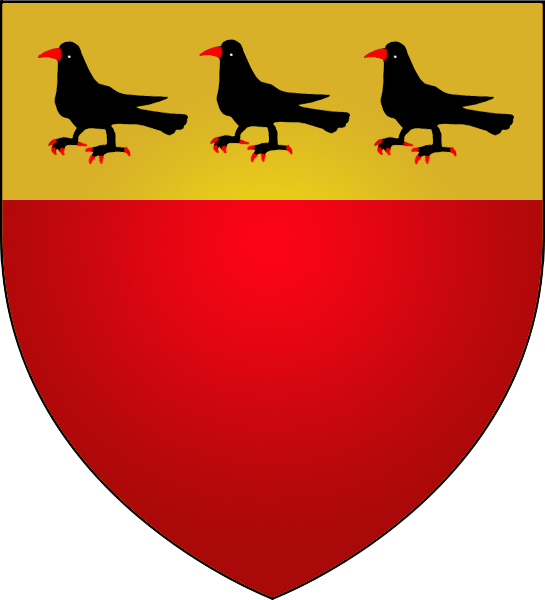
Het wapen van Clervaux
Parc Hosingen voert geen wapen
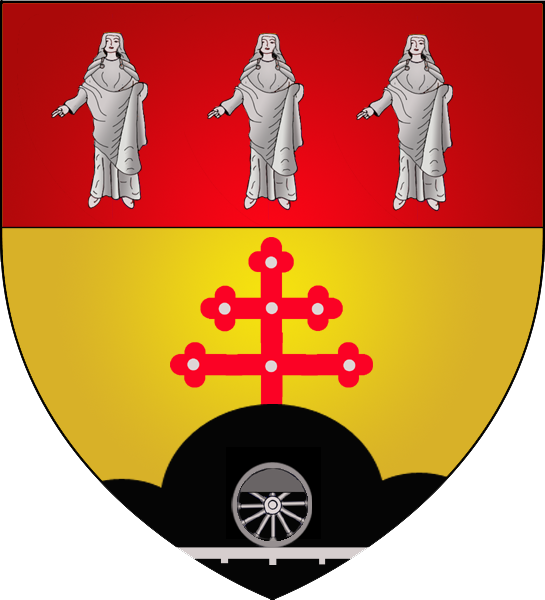
Het wapen van Troisvierges
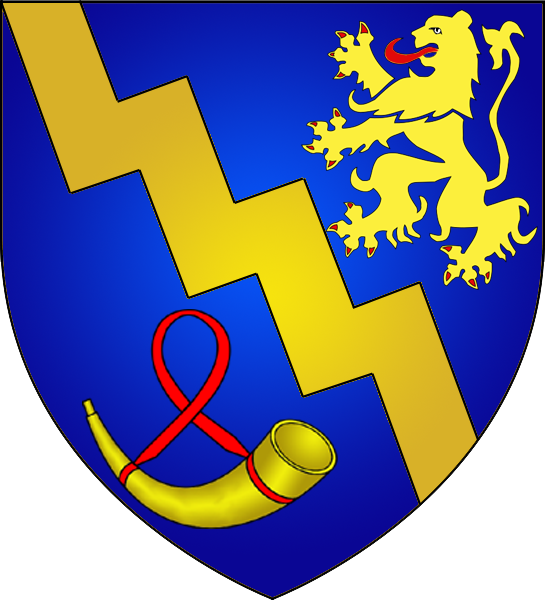
Het wapen van Weiswampach
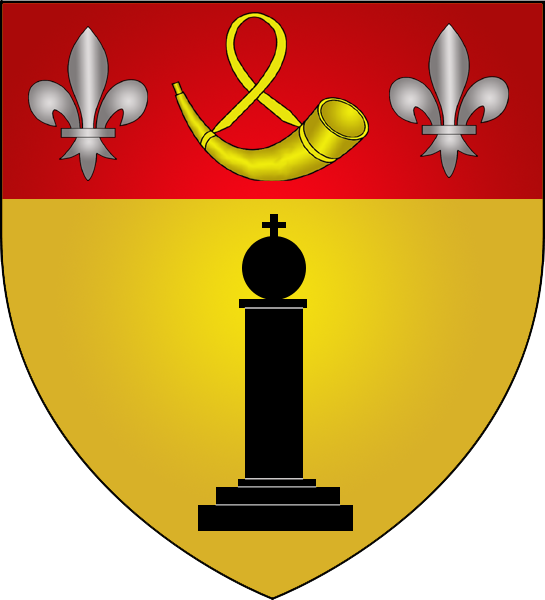
Het wapen van Wincrange

#### Voormalige gemeenten

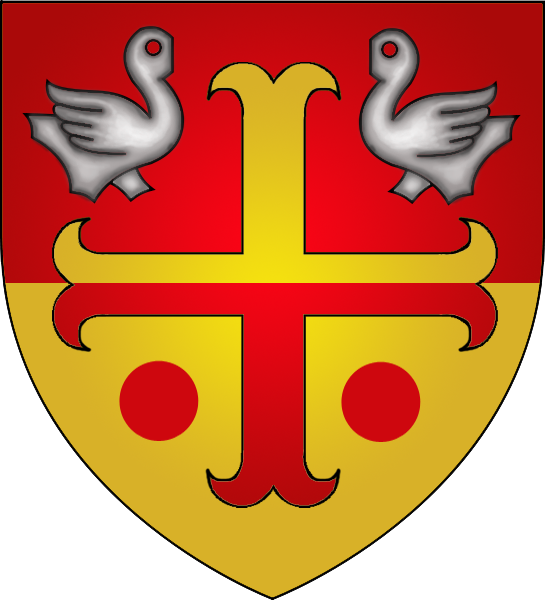
Wapen van Heinerscheid
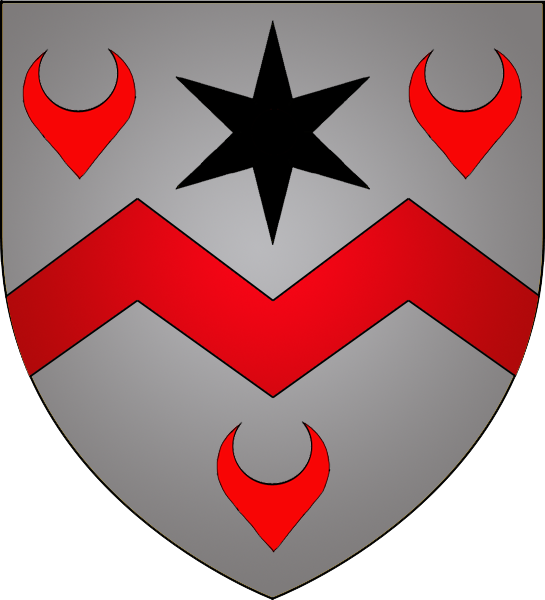
Wapen van Hoscheid
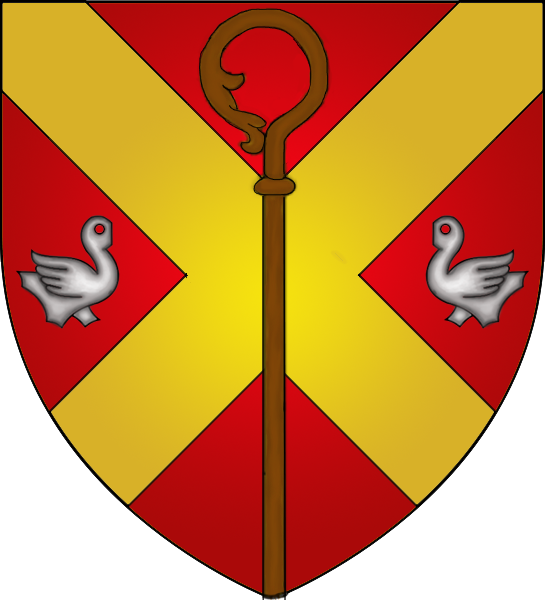
Wapen van Hosingen
Wapen van Marnach
Wapen van Munshausen

### Kanton Diekirch

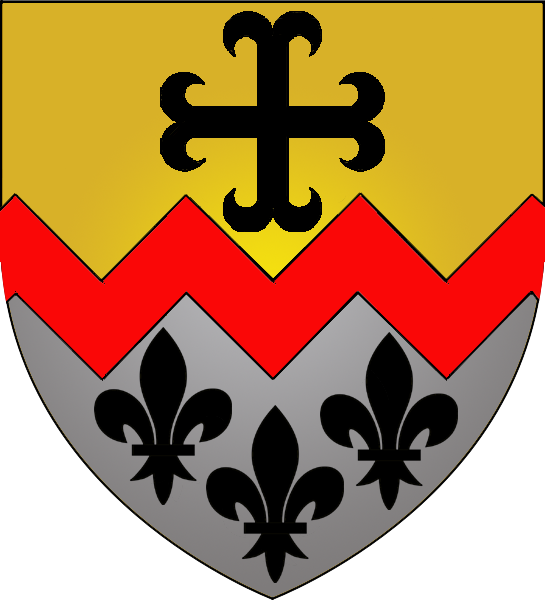
Wapen van Bettendorf
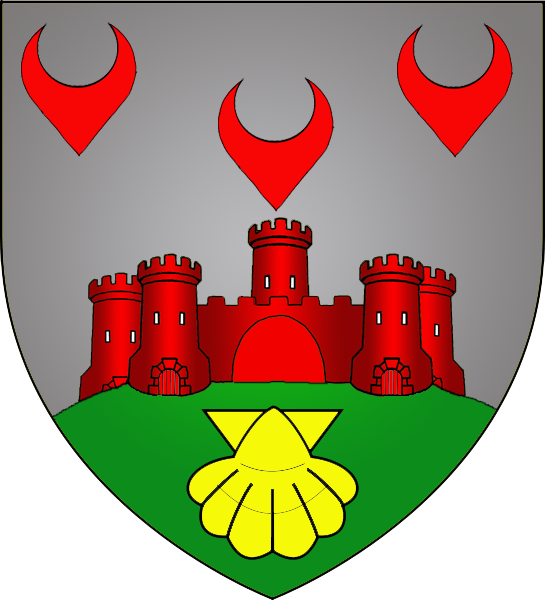
Wapen van Bourscheid
Wapen van Diekirch
Vallee de l'Ernz voert geen wapen
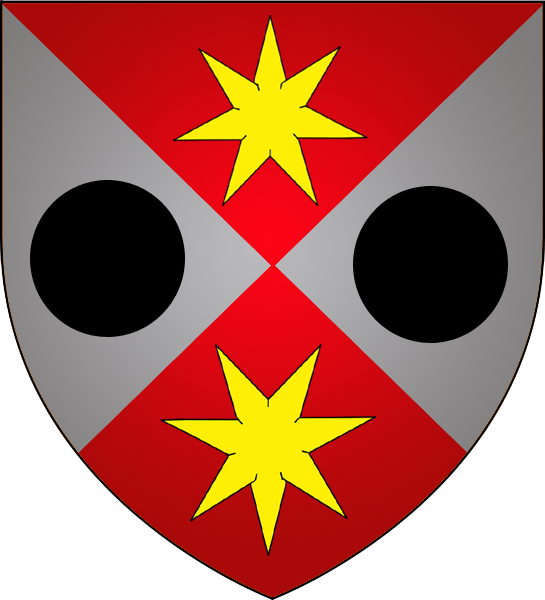
Wapen van Erpeldange-sur-Sûre
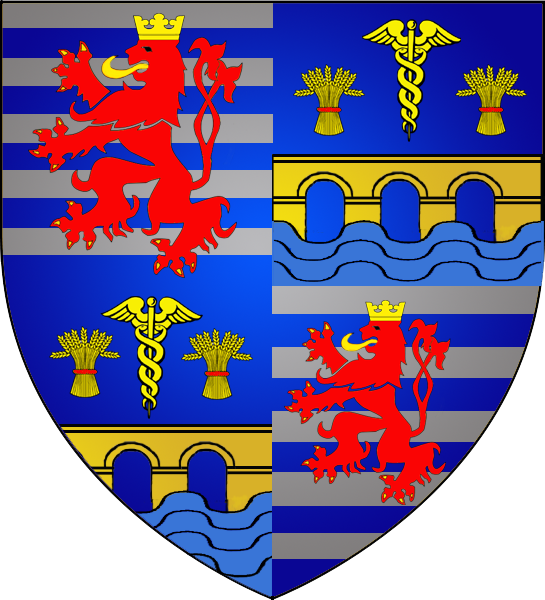
Wapen van Ettelbrück
Wapen van Feulen
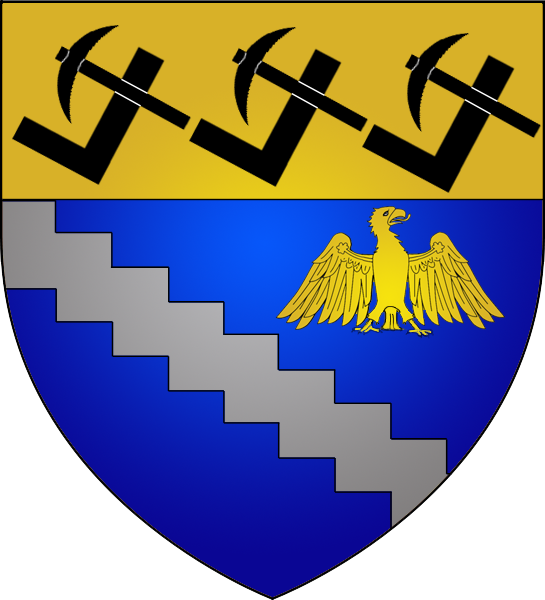
Wapen van Mertzig
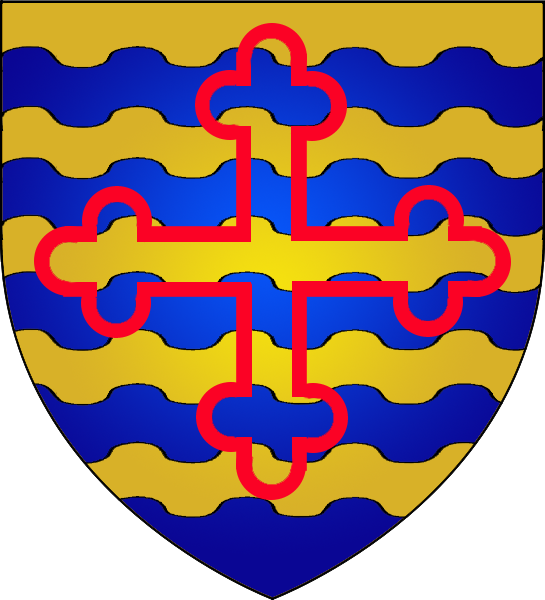
Wapen van Reisdorf
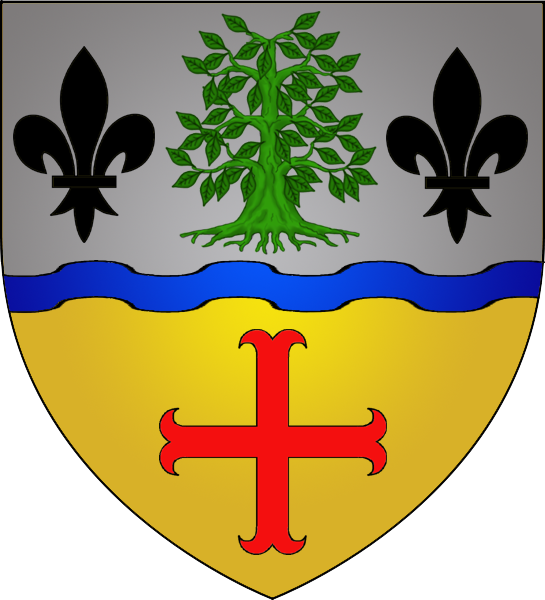
Wapen van Schieren

#### Voormalige gemeenten

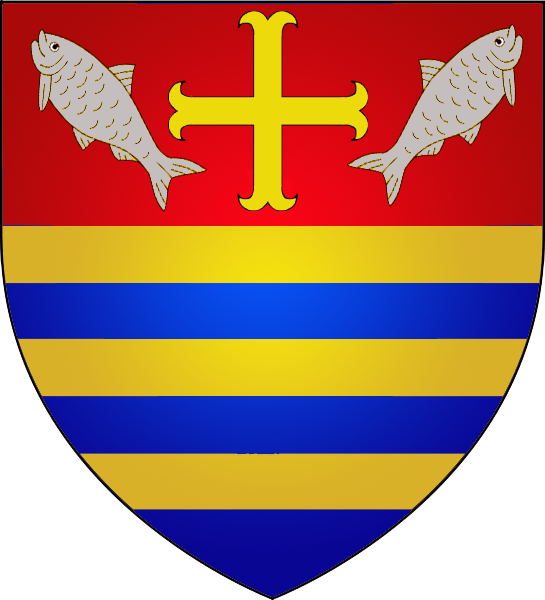
Wapen van Consthum
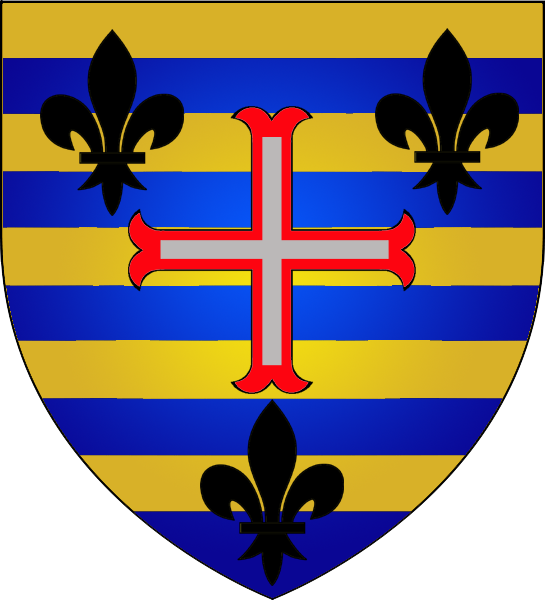
Wapen van Ermsdorf
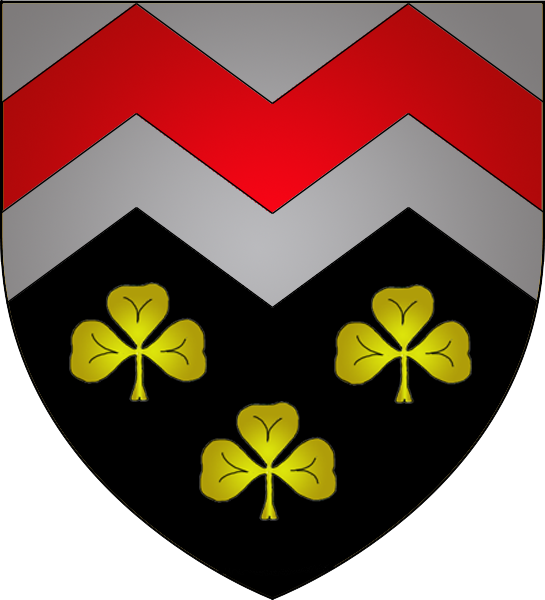
Wapen van Medernach

### Kanton Redange

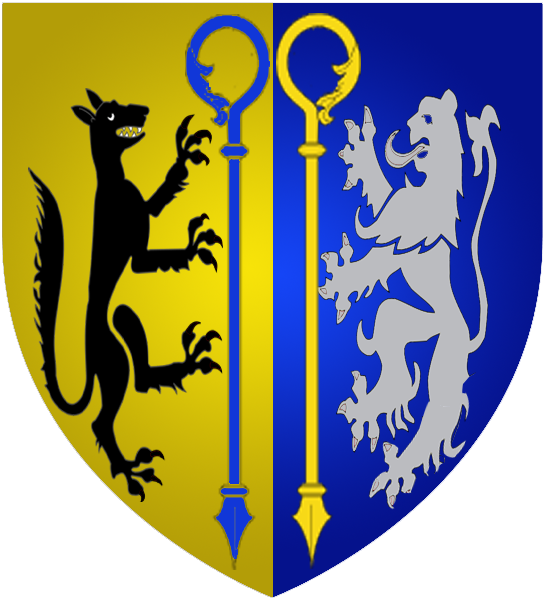
Wapen van Beckerich
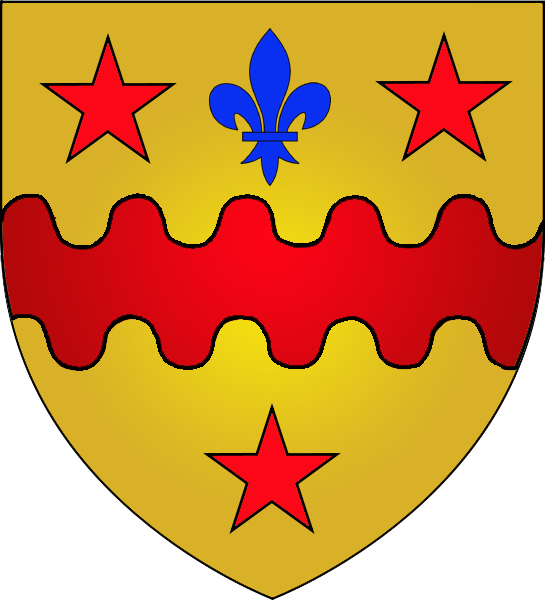
Wapen van Préizerdaul
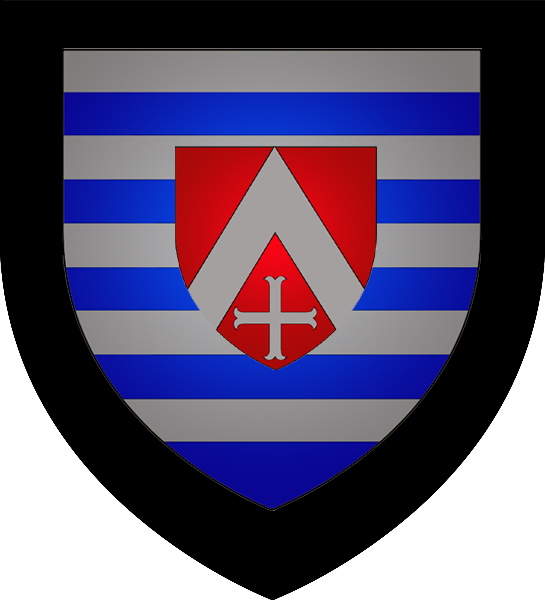
Wapen van Ell
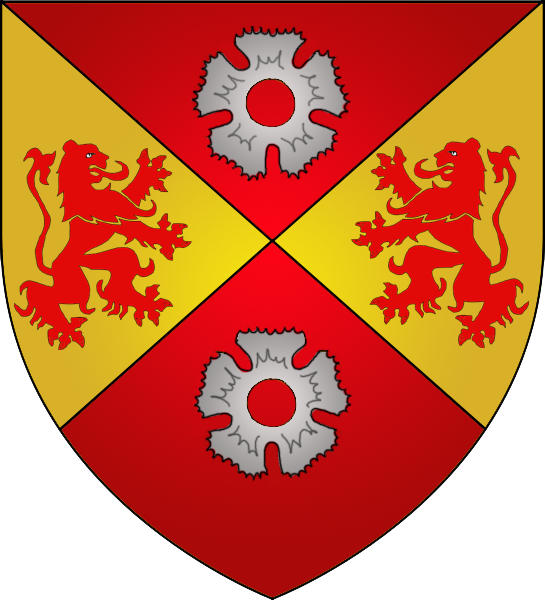
Wapen van Grosbous
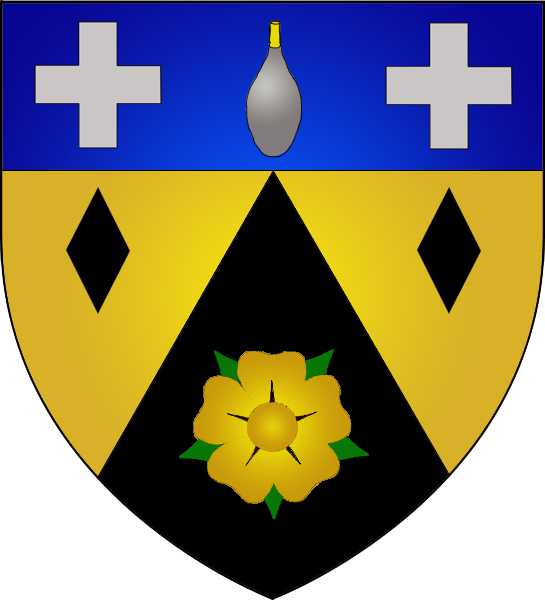
Wapen van Rambrouch
Wapen van Redange
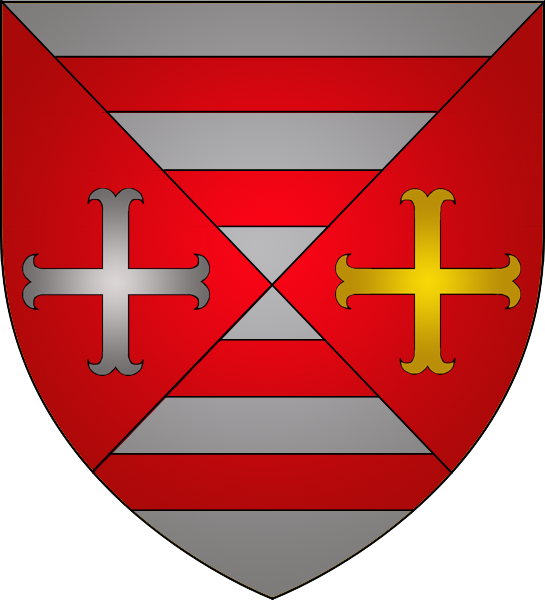
Wapen van Saeul
Wapen van Useldange
Wapen van Vichten
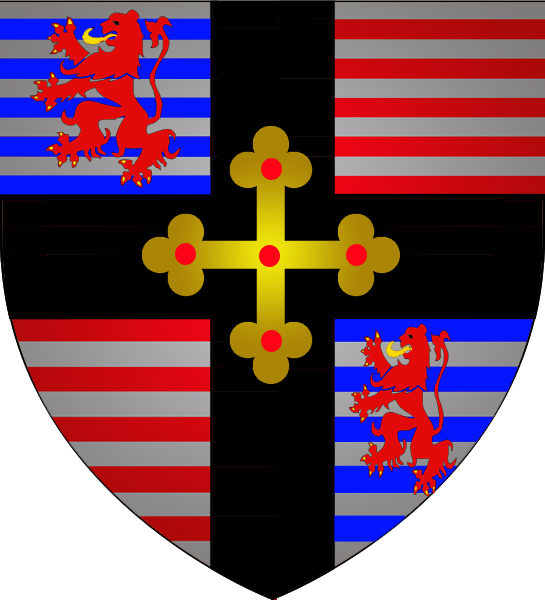
Wapen van Wahl

### Kanton Vianden

Wapen van Vianden
Wapen van Putscheid
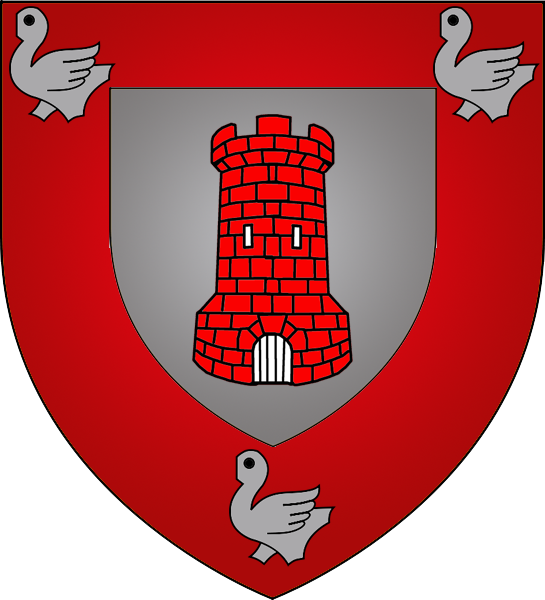
Wapen van Tandel

#### Voormalige gemeenten

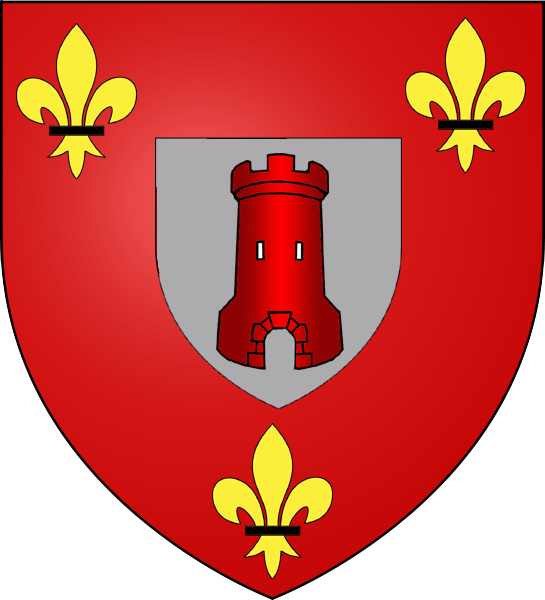
Wapen van Bastendorf
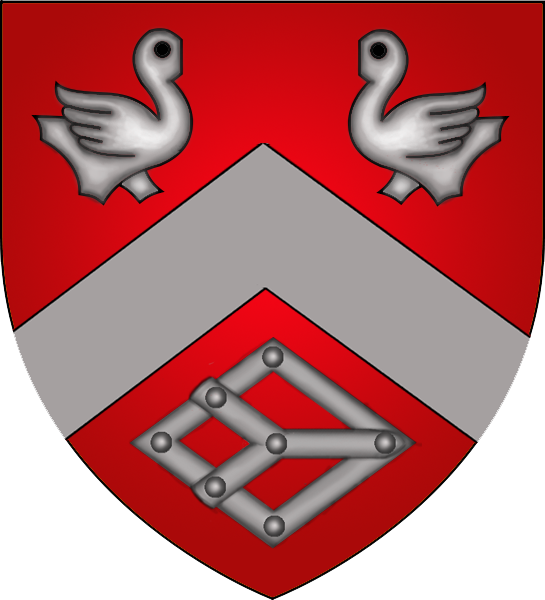
Wapen van Fouhren

### Kanton Wiltz

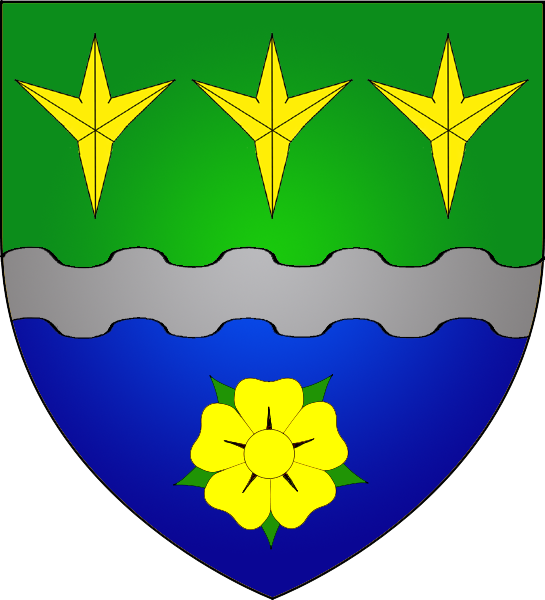
Wapen van Boulaide
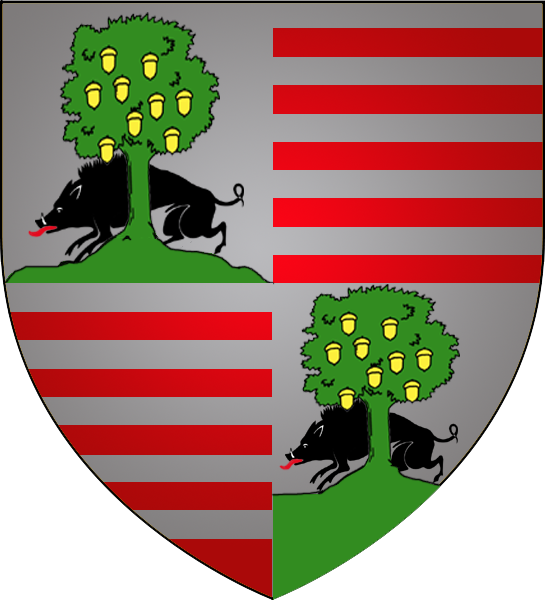
Wapen van Esch-sur-Sûre
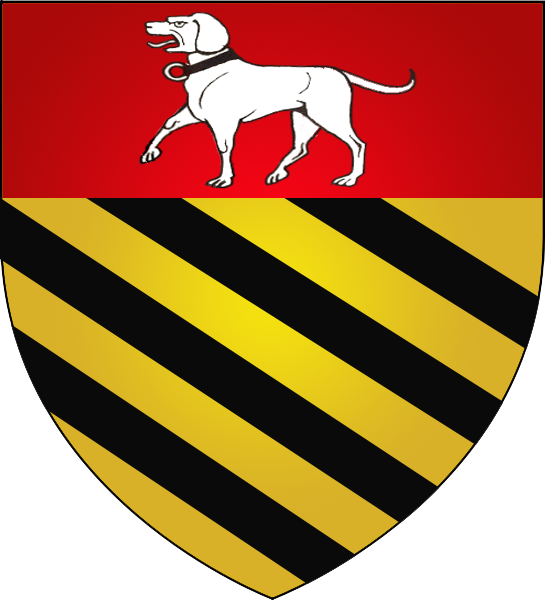
Wapen van Eschweiler
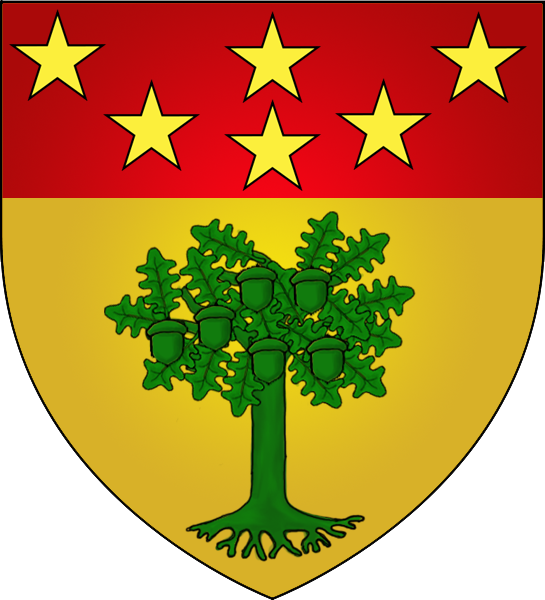
Wapen van Goesdorf
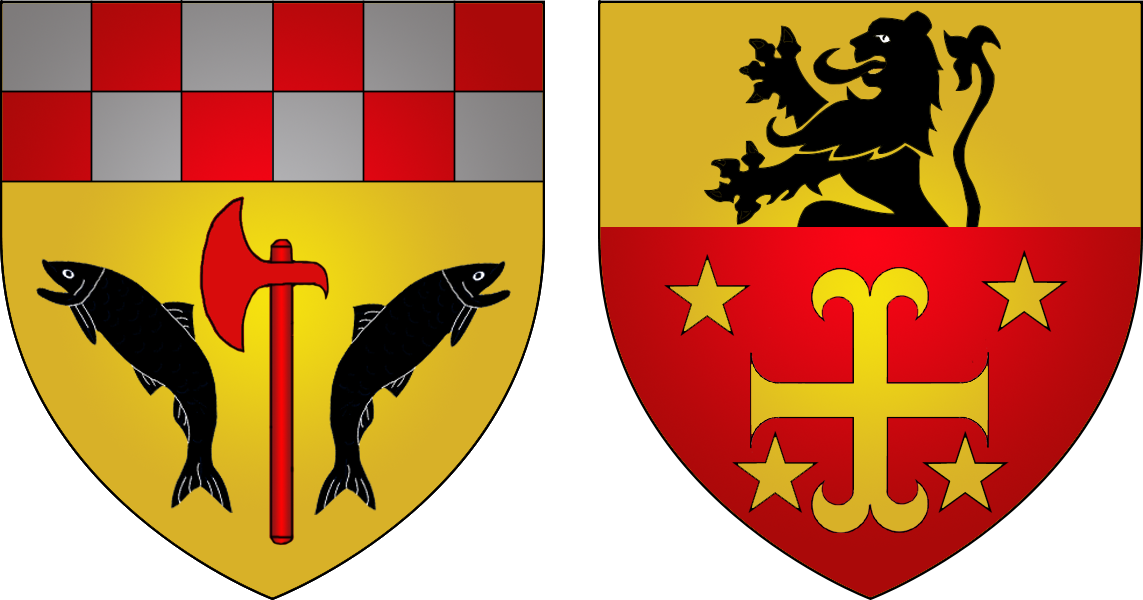
Wapen van Kiischpelt
Wapen van Lac de la Haute-Sûre
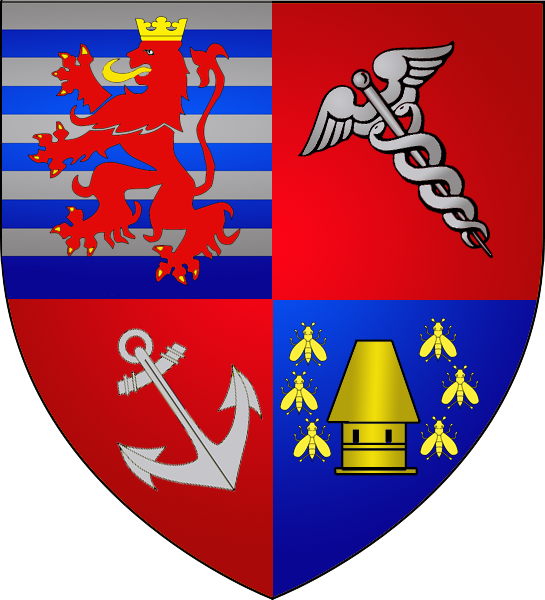
Wapen van Wiltz
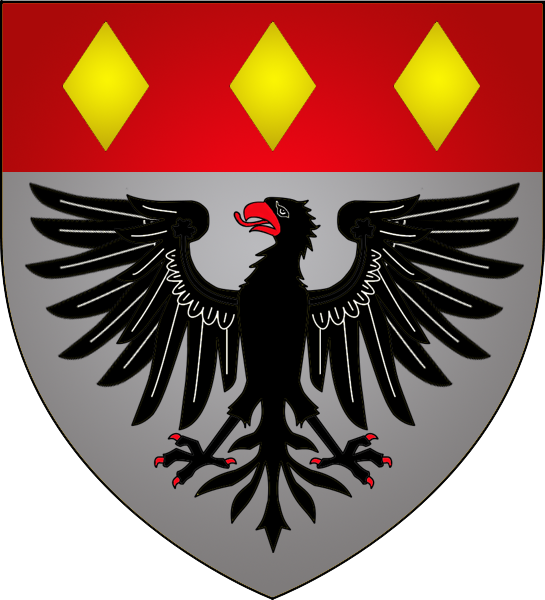
Wapen van Winseler

#### Voormalige gemeenten

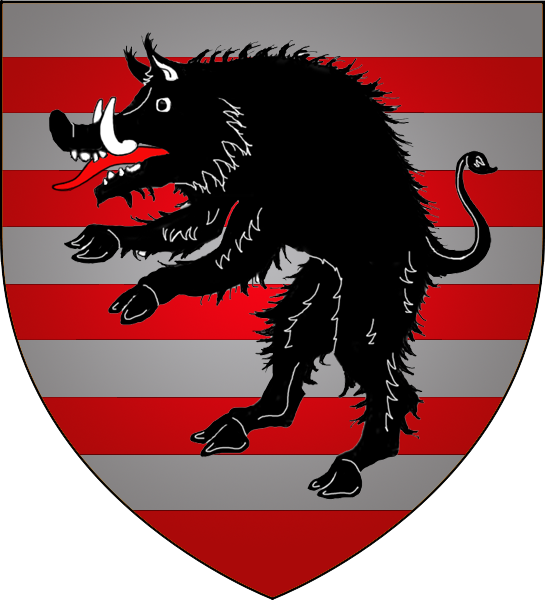
Wapen van Heiderscheid
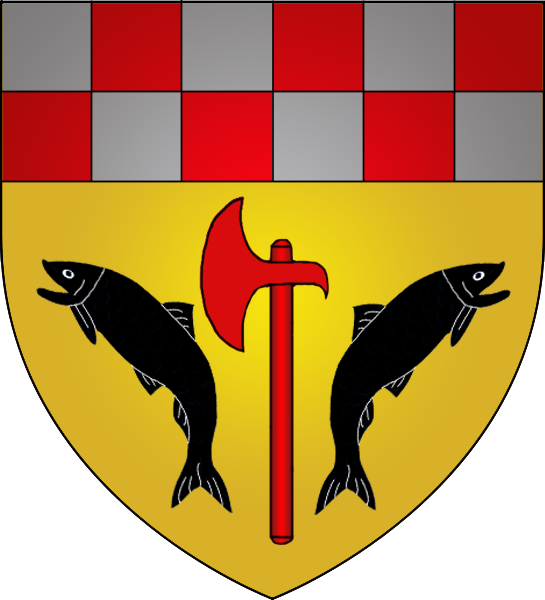
Wapen van Kautenbach
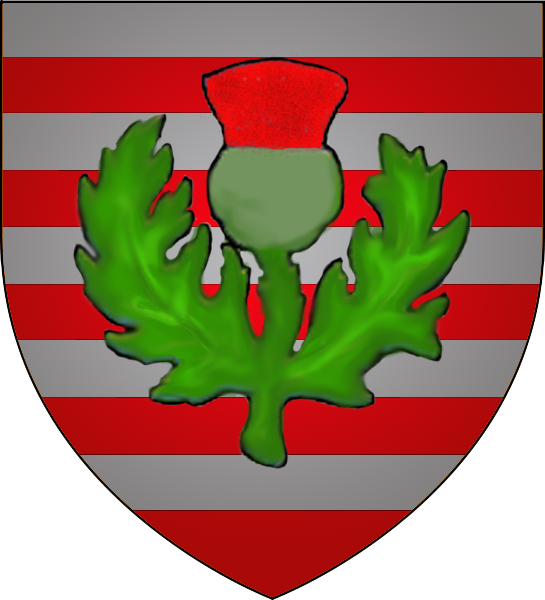
Wapen van Neunhausen
Wapen van Wilwerwiltz

## District Grevenmacher

### Kanton Echternach

Wapen van Beaufort
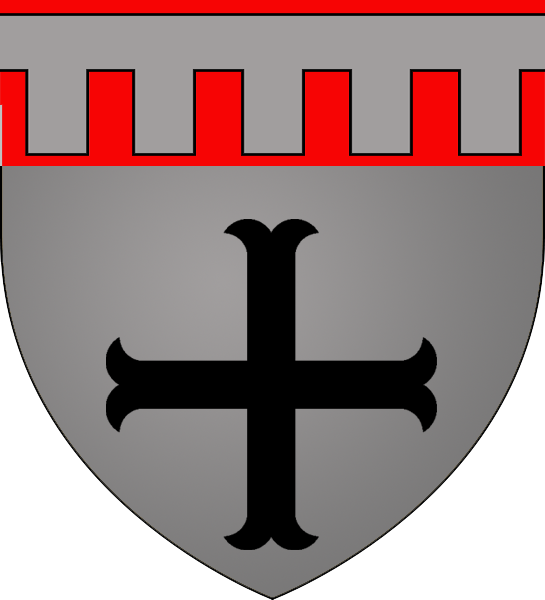
Wapen van Bech
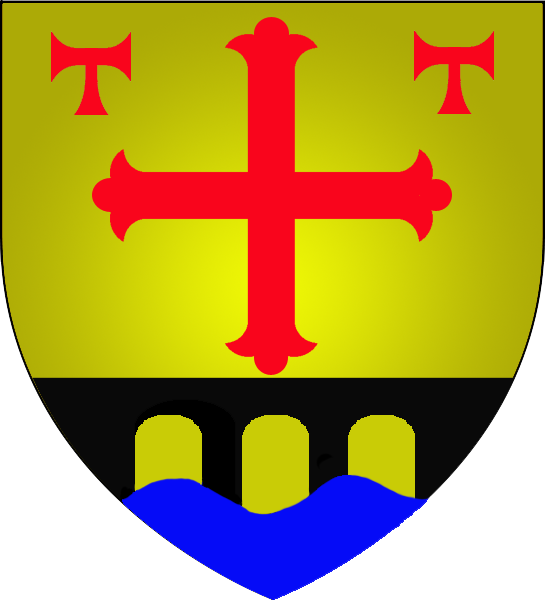
wapen van Berdorf
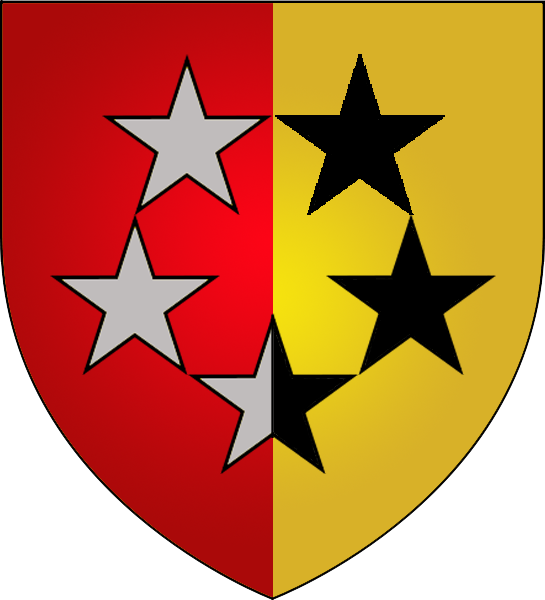
wapen van Consdorf
Wapen van Echternach
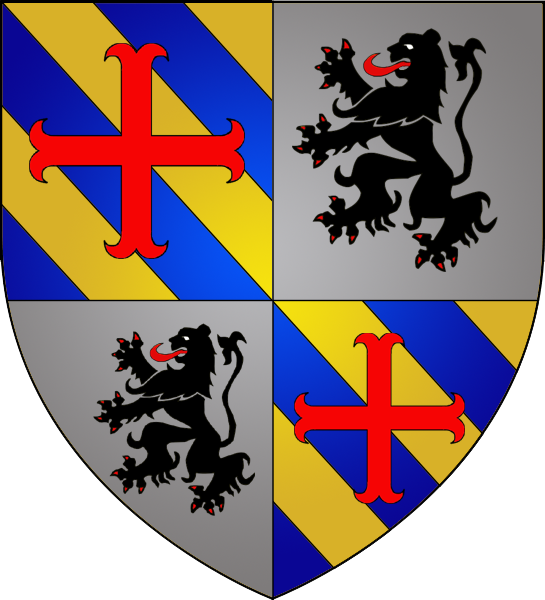
wapen van Mompach
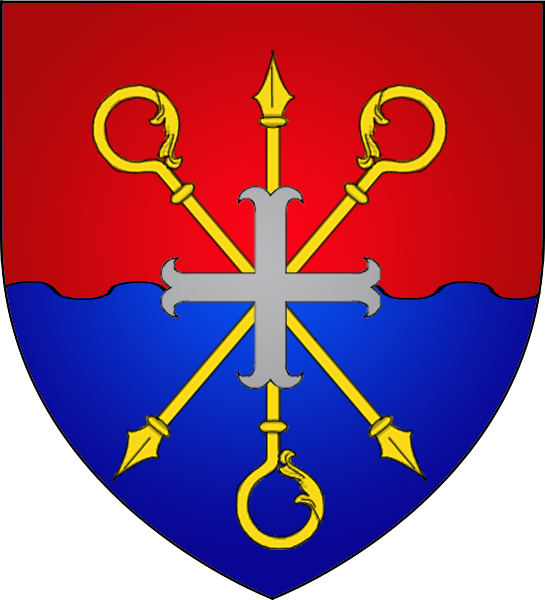
wapen van Rosport
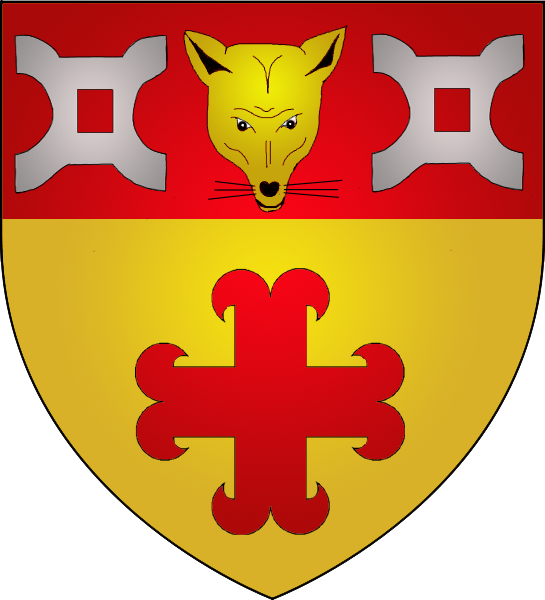
wapen van Waldbillig

### Kanton Grevenmacher

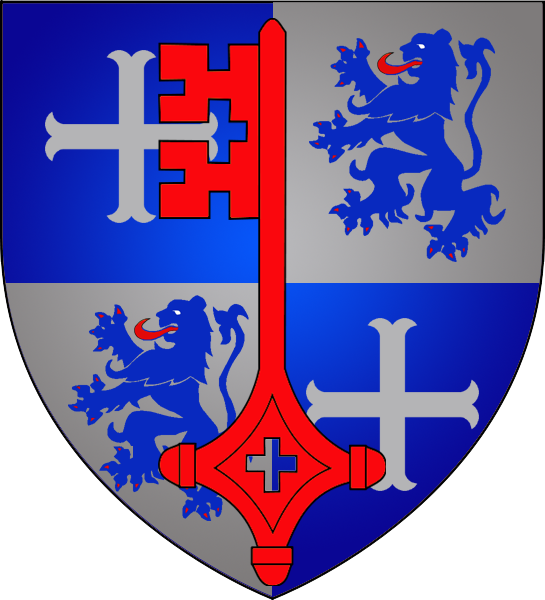
Wapen van Betzdorf
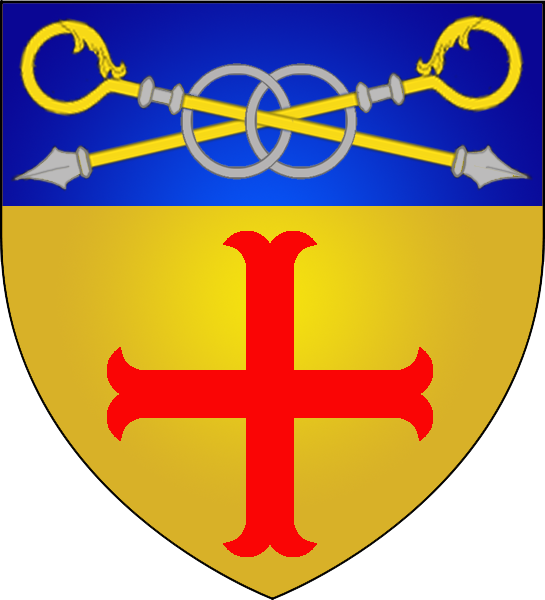
Wapen van Biwer
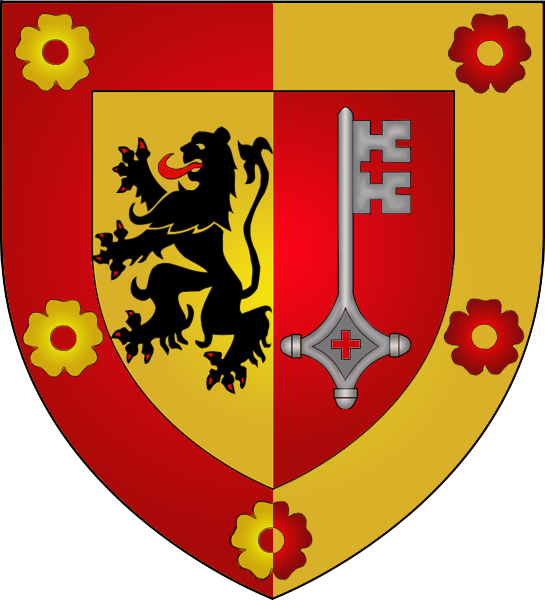
Wapen van Flaxweiler
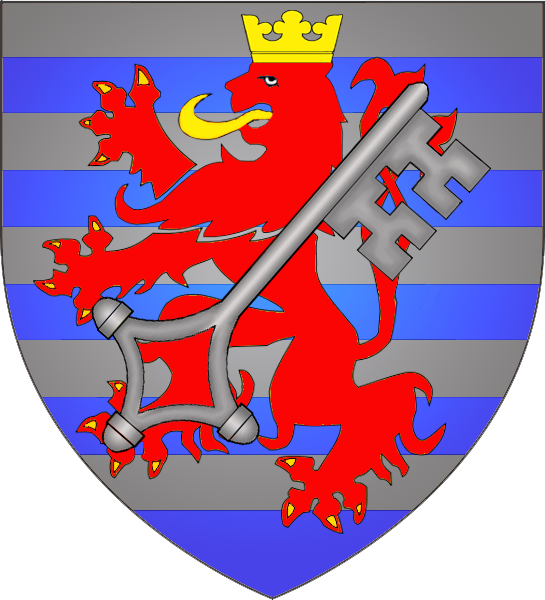
Wapen van Grevenmacher
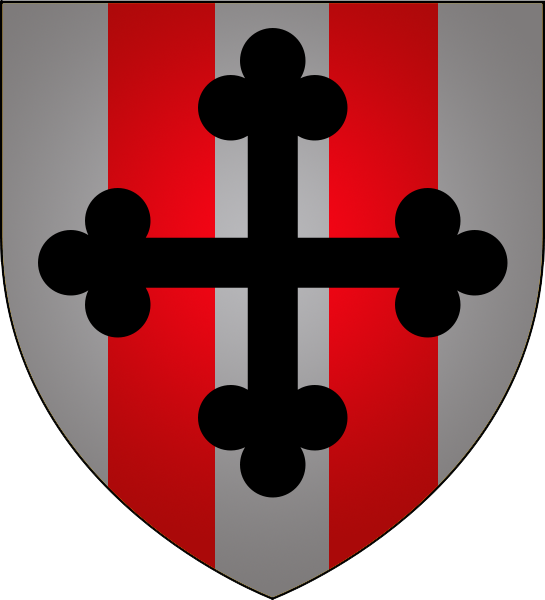
Wapen van Junglinster
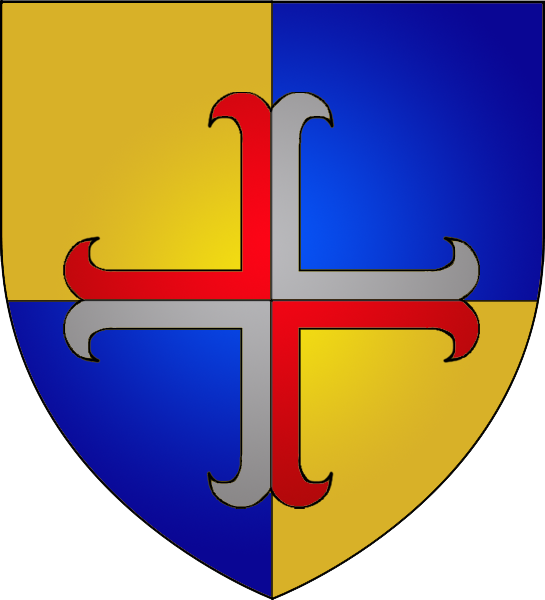
Wapen van Manternach
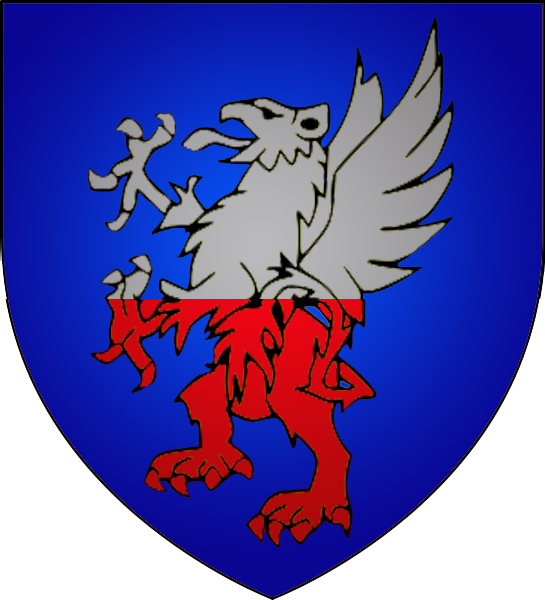
Wapen van Mertert
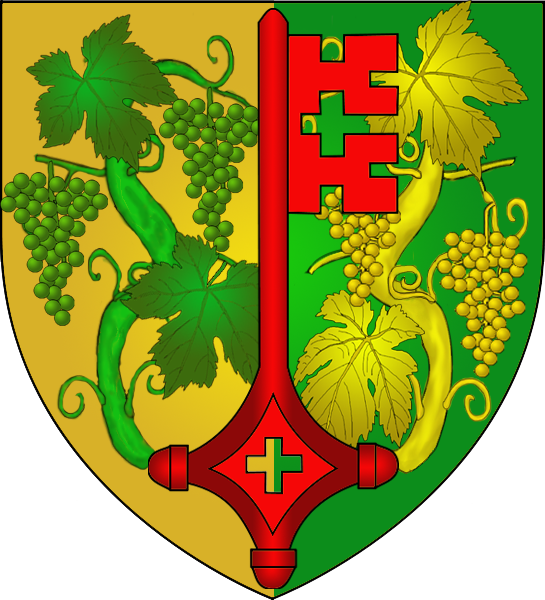
Wapen van Wormeldange

#### Voormalige gemeenten

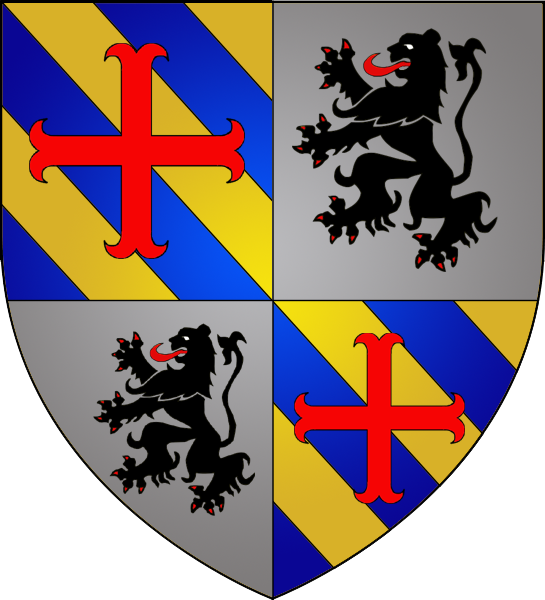
Wapen van Mompach
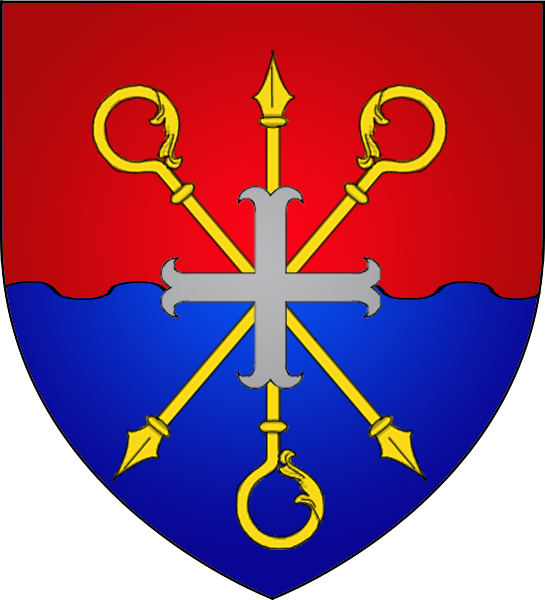
Wapen van Rosport

### Kanton Remich

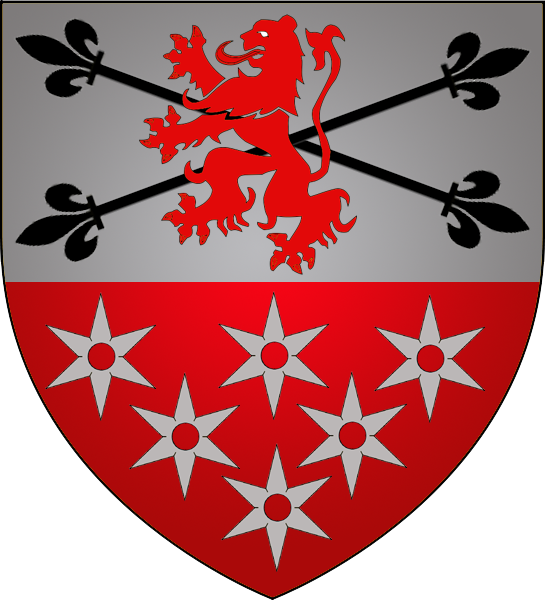
Wapen van Bous
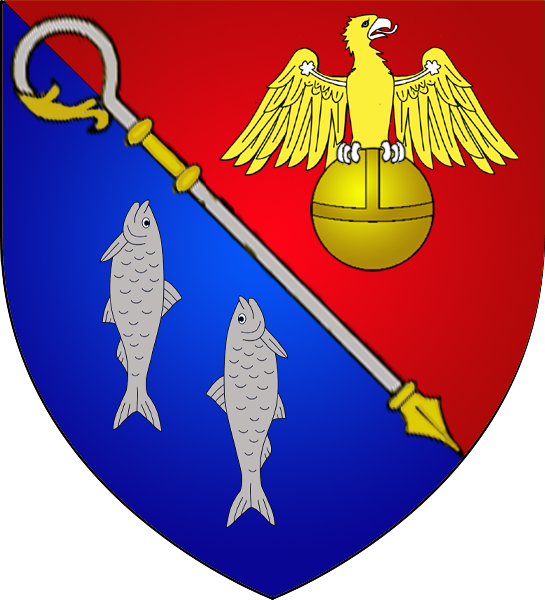
Wapen van Dalheim
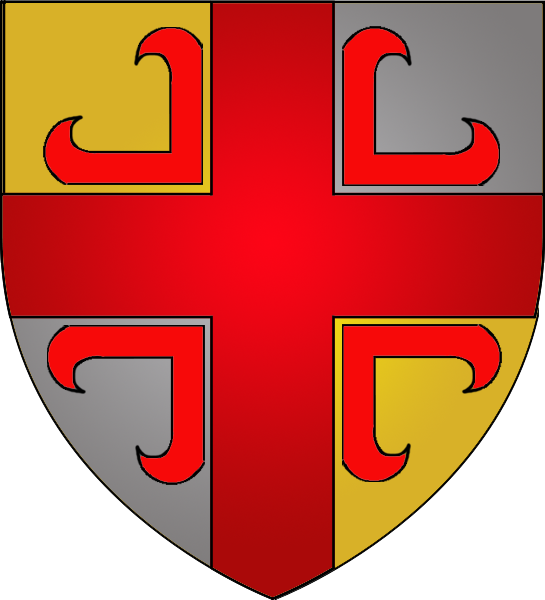
Wapen van Lenningen
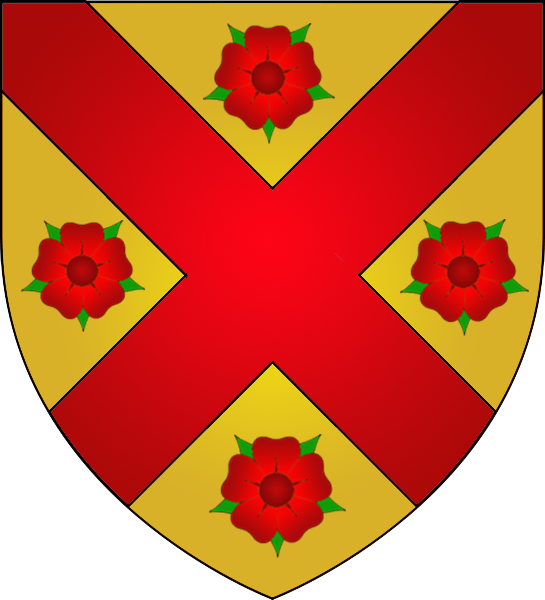
Wapen van Mondorf-les-Bains
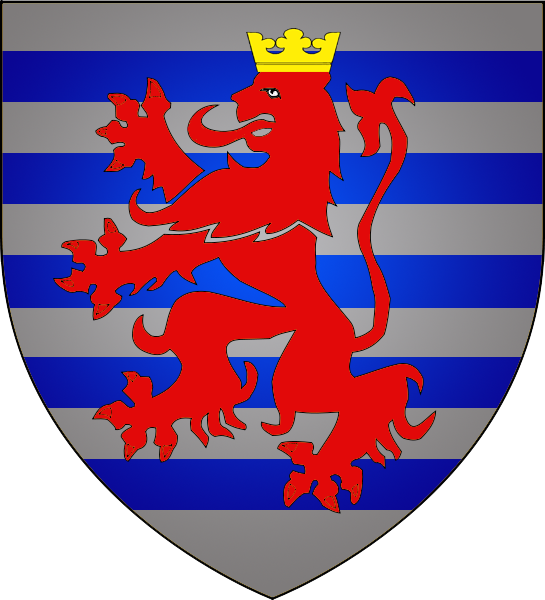
Wapen van Remich
Wapen van Schengen
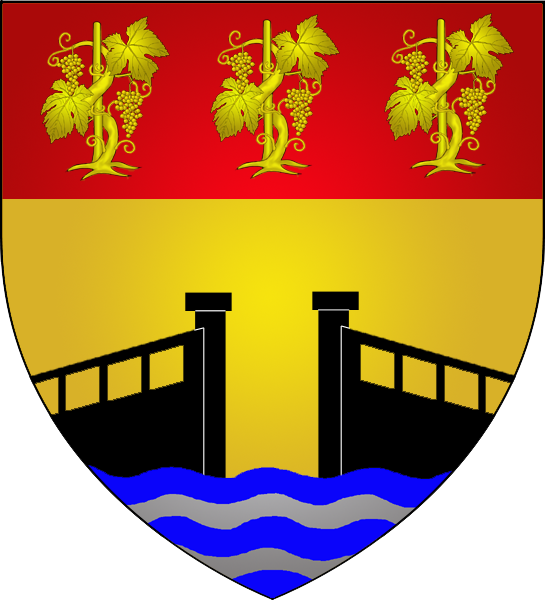
Wapen van Stadtbredimus
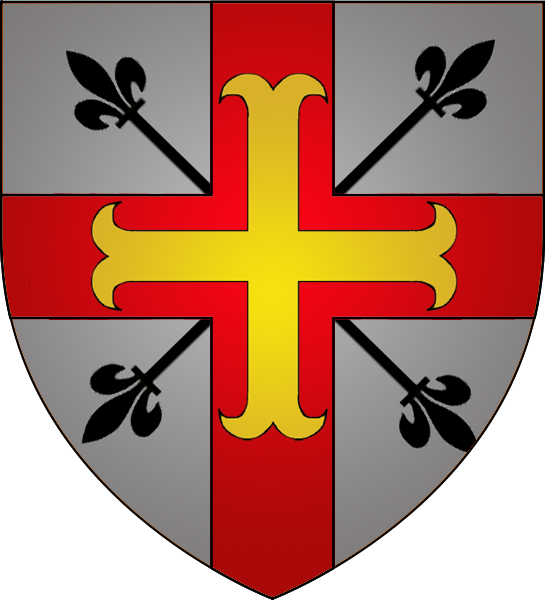
Wapen van Waldbredimus

#### Voormalige gemeenten

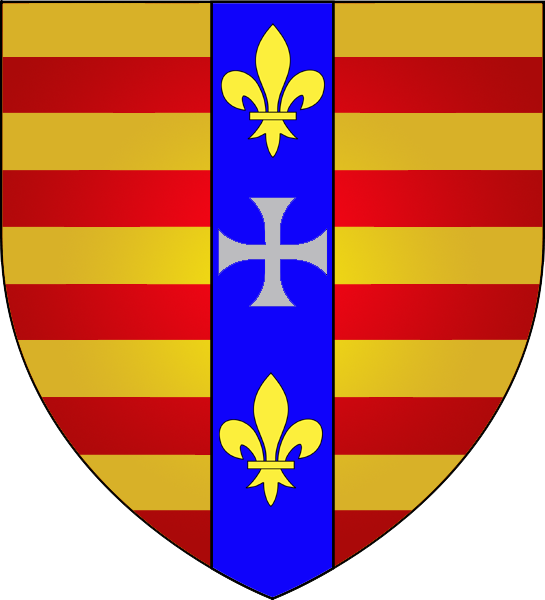
Wapen van Burmerange
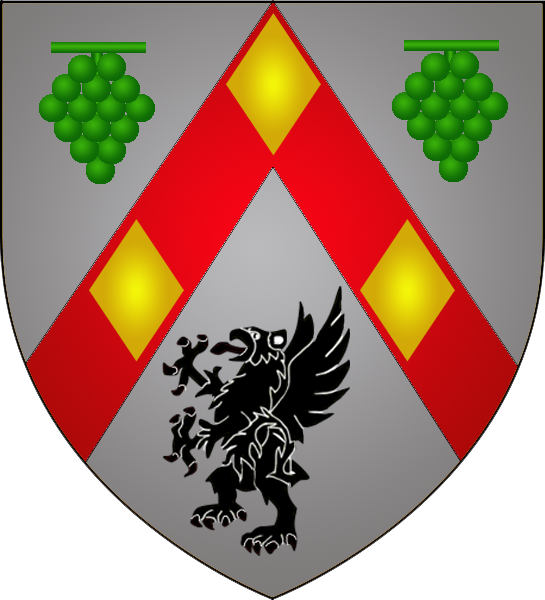
Wapen van Schengen (voor 2012)
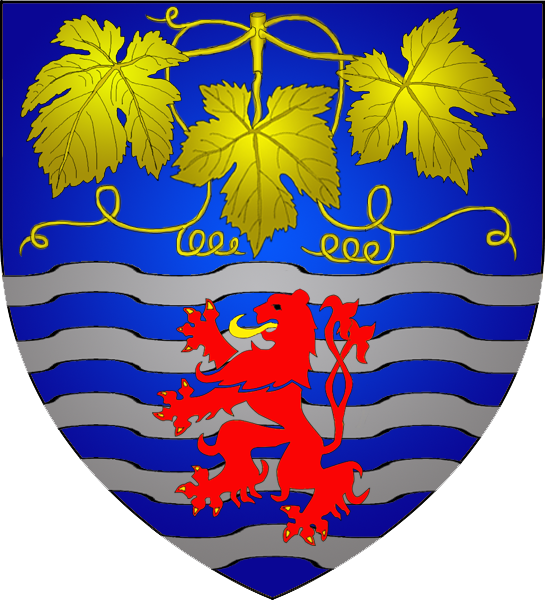
Wapen van Wellenstein

## District Luxemburg

### Kanton Capellen

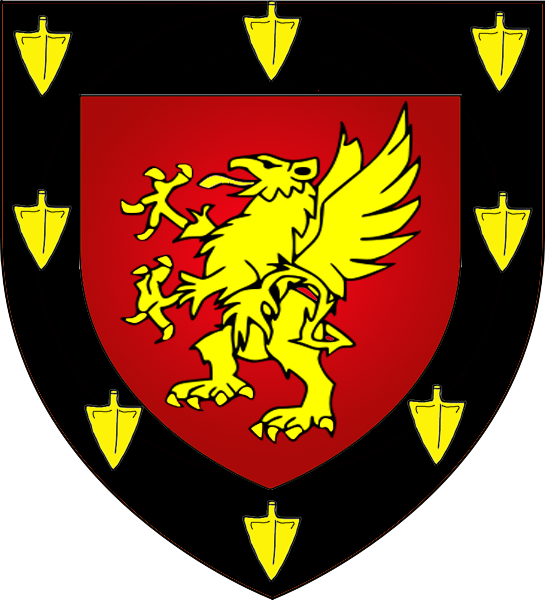
Wapen van Dippach
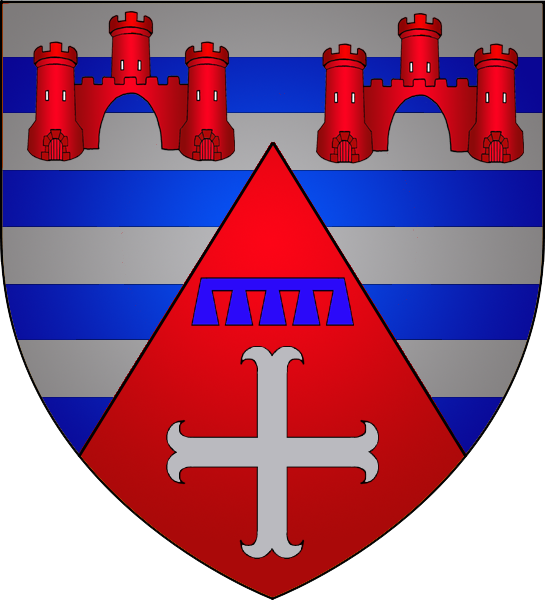
wapen van Garnich
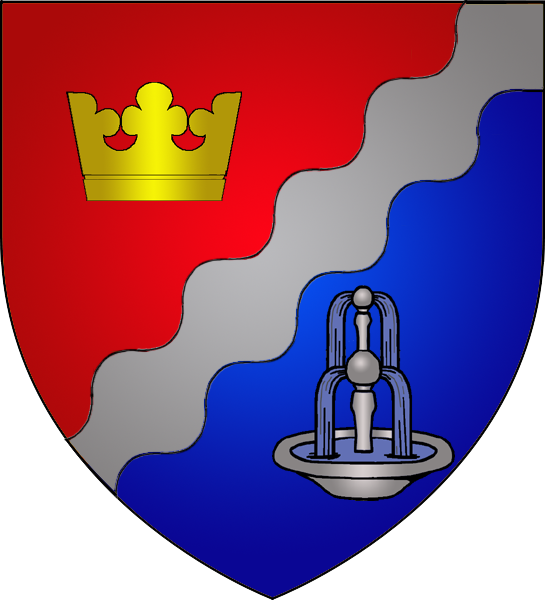
wapen van Hobscheid
Käerjeng voert geen wapen
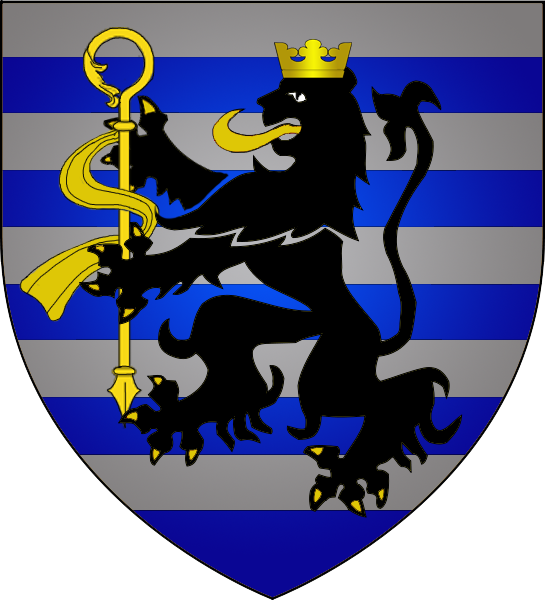
wapen van Kehlen
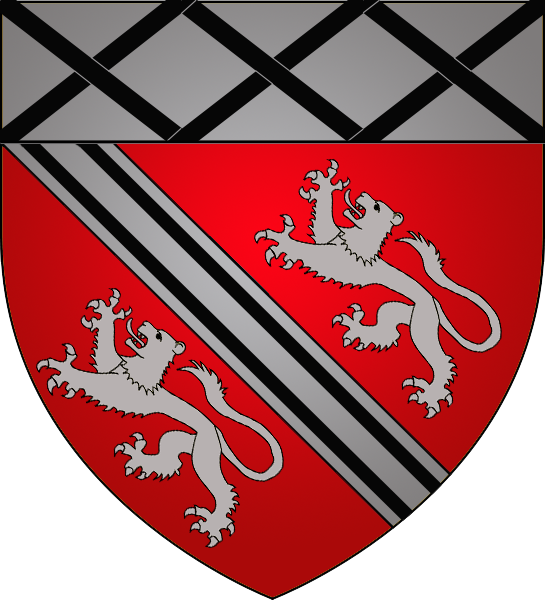
wapen van Koerich
wapen van Kopstal
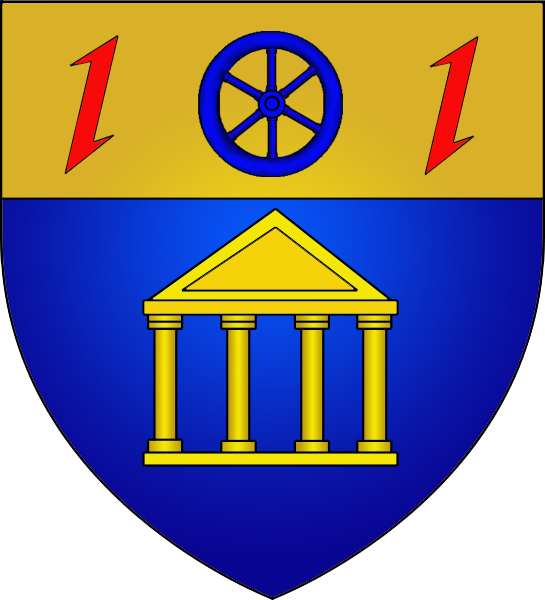
wapen van Mamer
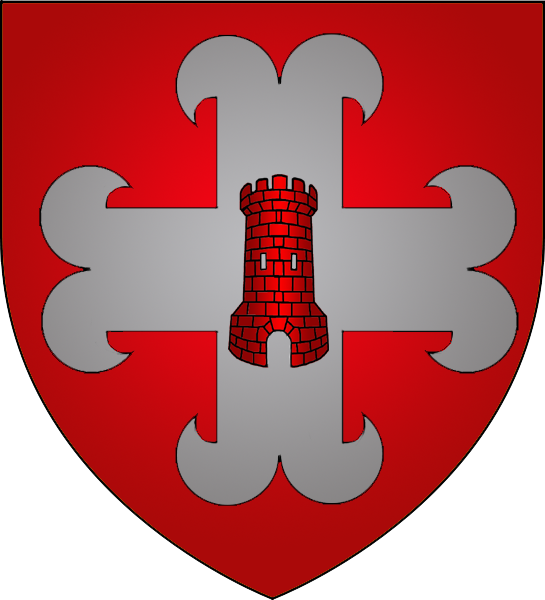
wapen van Septfontaines
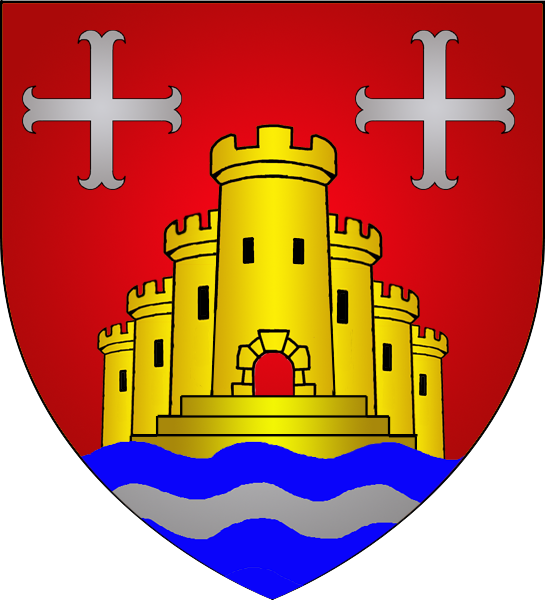
wapen van Steinfort

#### Voormalige gemeenten

Wapen van Bascharage
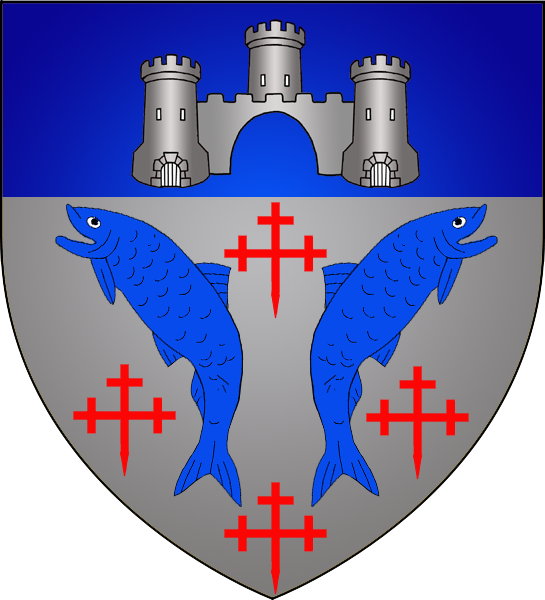
Wapen van Clemency
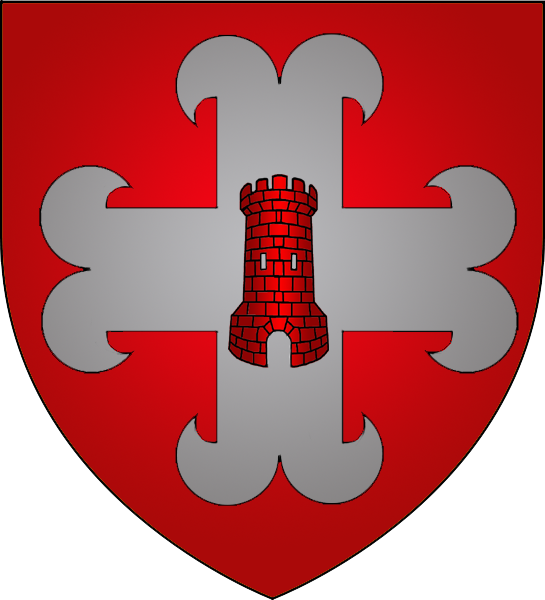
Wapen van Septfontaines

### Kanton Esch-sur-Alzette

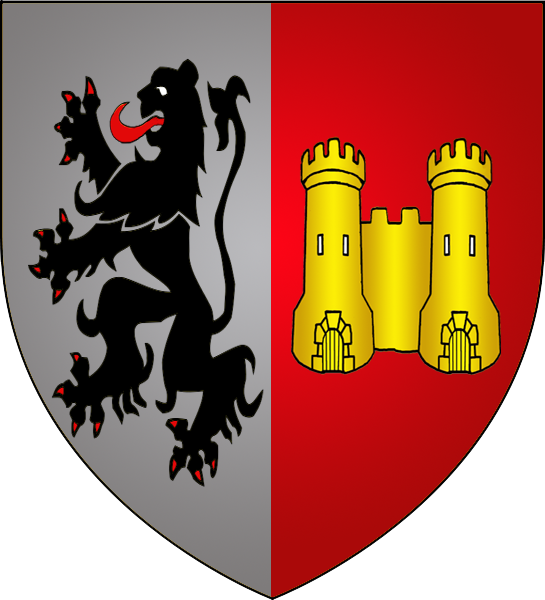
Wapen van Bettembourg
Wapen van Differdange
Wapen van Dudelange
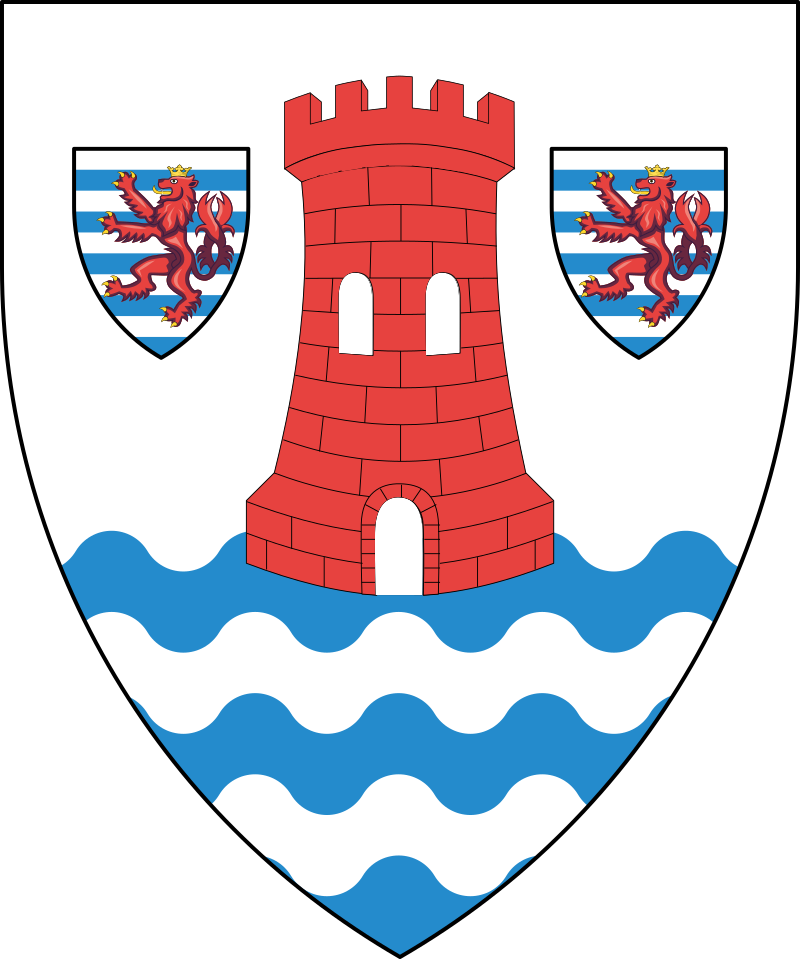
Wapen van Esch-sur-Alzette
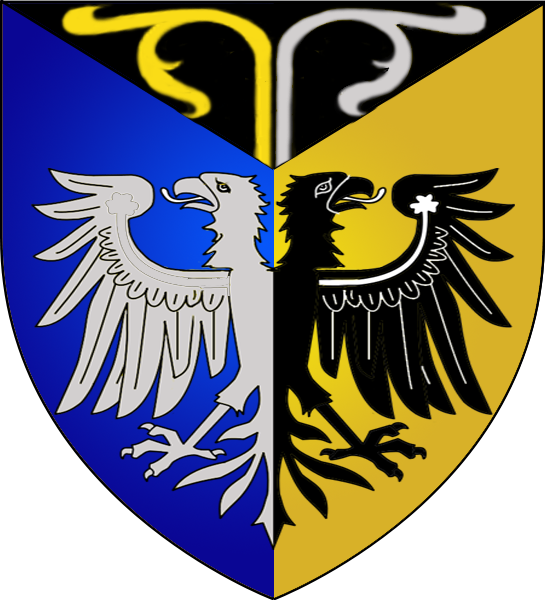
Wapen van Frisange
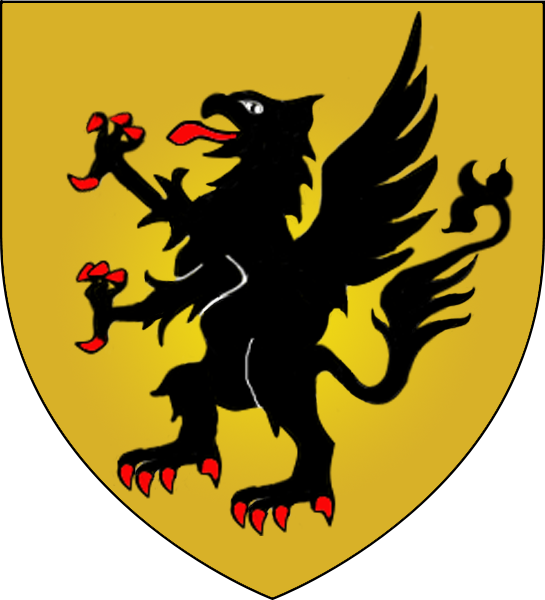
Wapen van Kayl
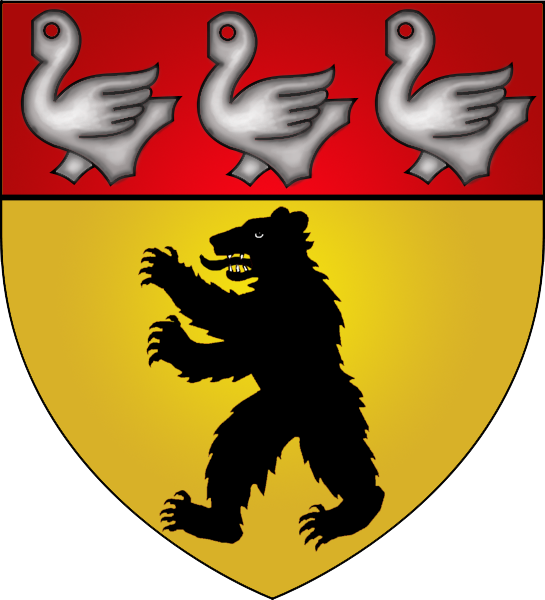
Wapen van Leudelange
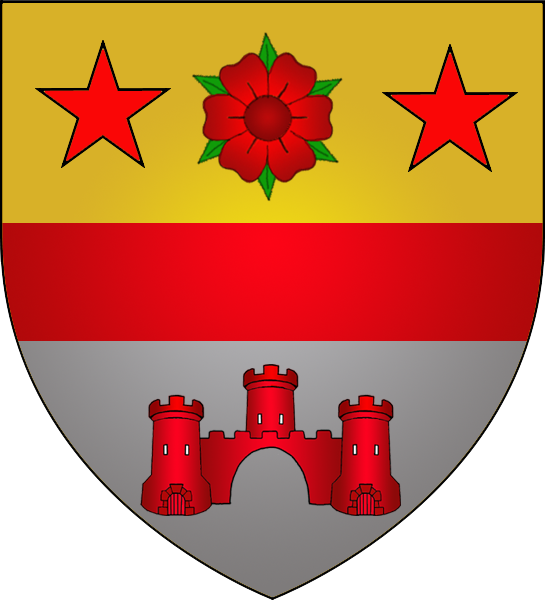
Wapen van Mondercange
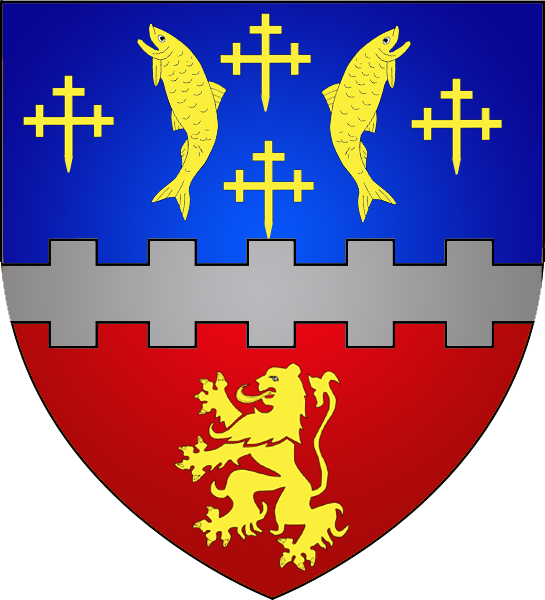
Wapen van Pétange
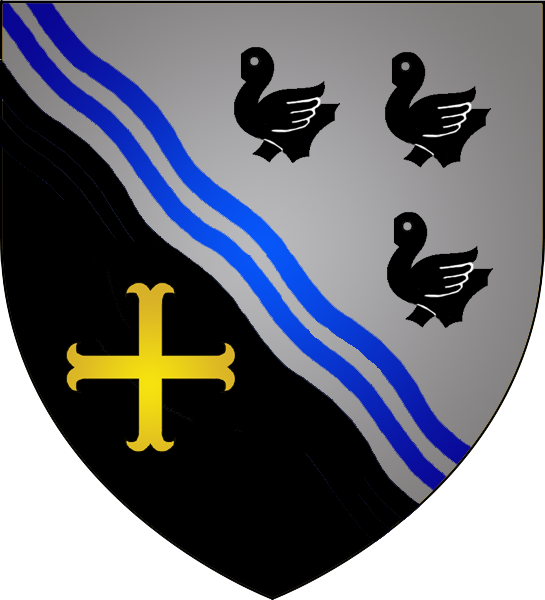
Wapen van Reckange-sur-Mess
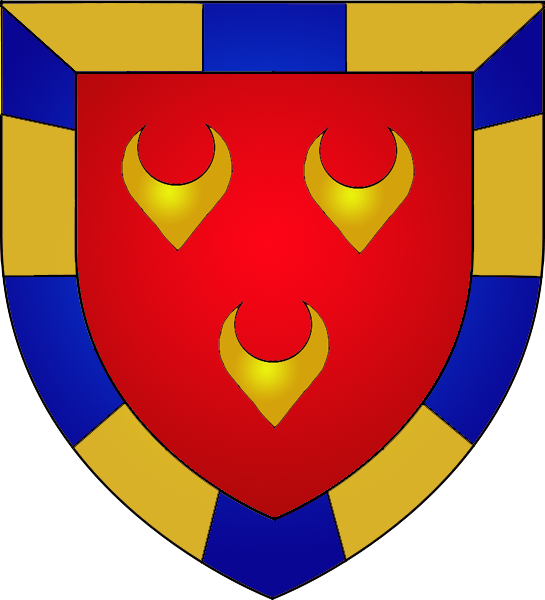
Wapen van Roeser
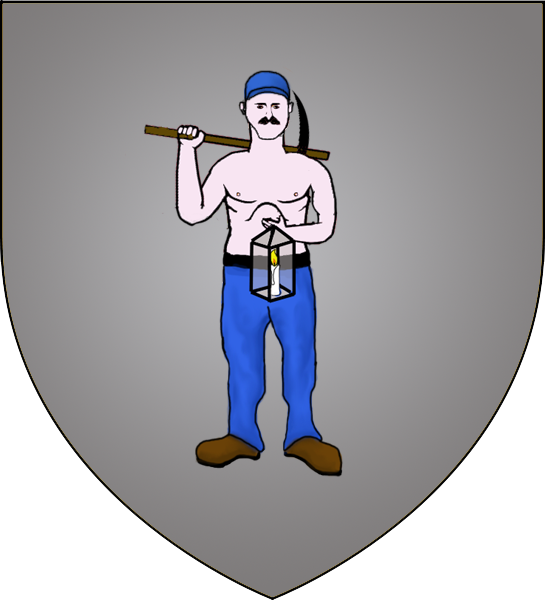
Wapen van Rumelange
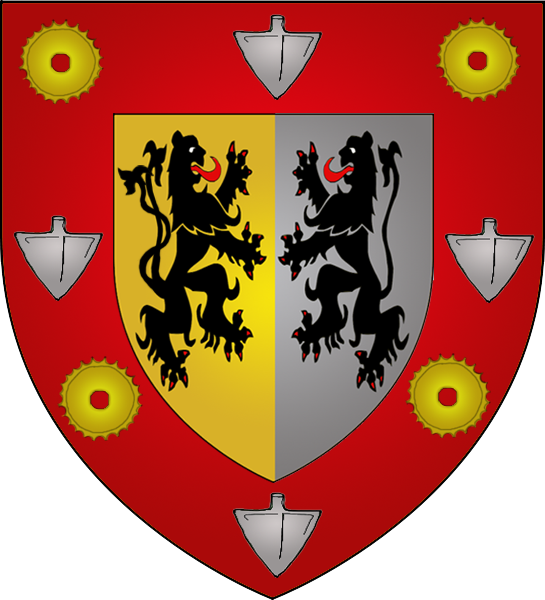
Wapen van Sanem
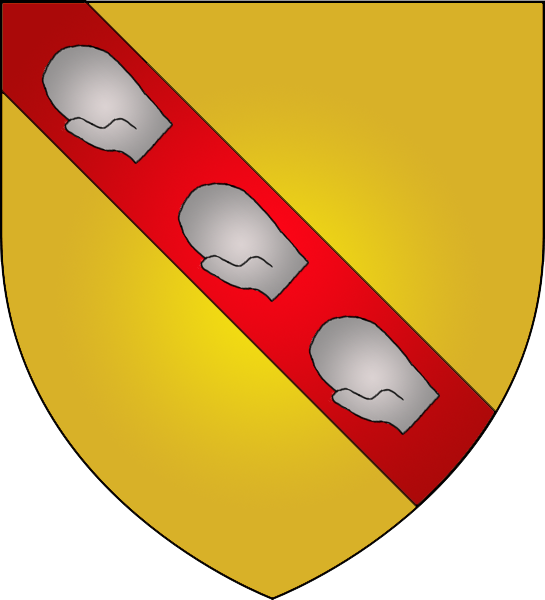
Wapen van Schifflange

### Kanton Luxemburg

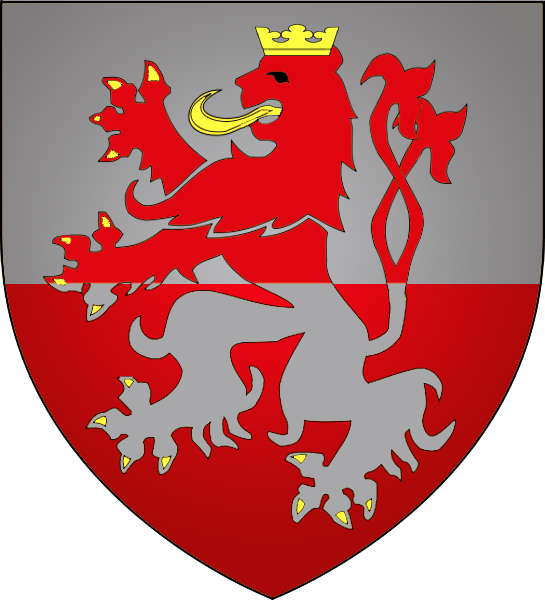
Wapen van Bartringen
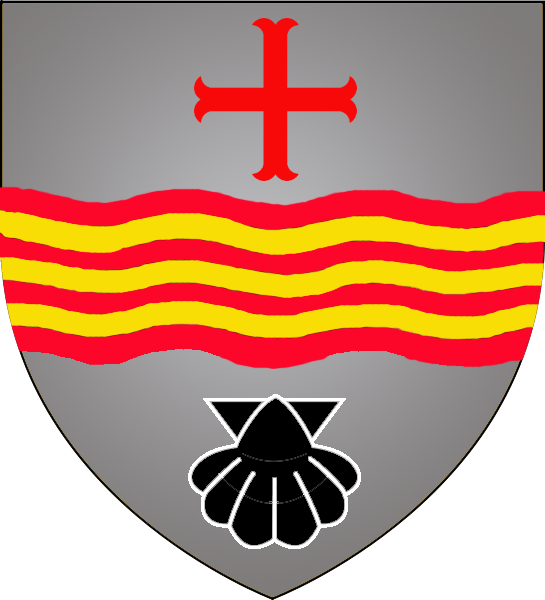
Wapen van Contern
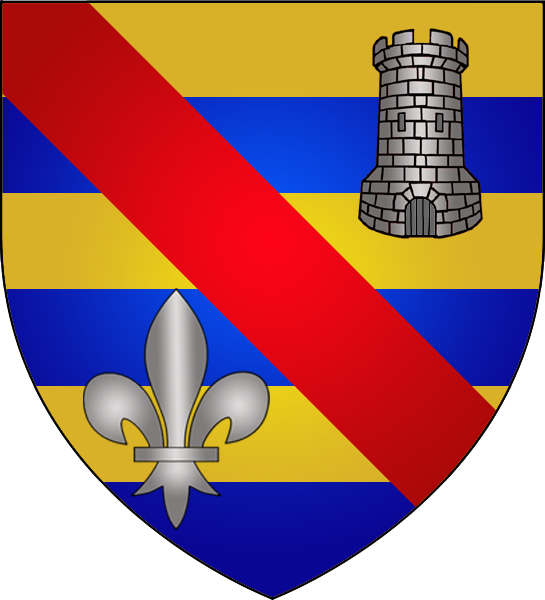
Wapen van Hesperange
Wapen van Luxemburg
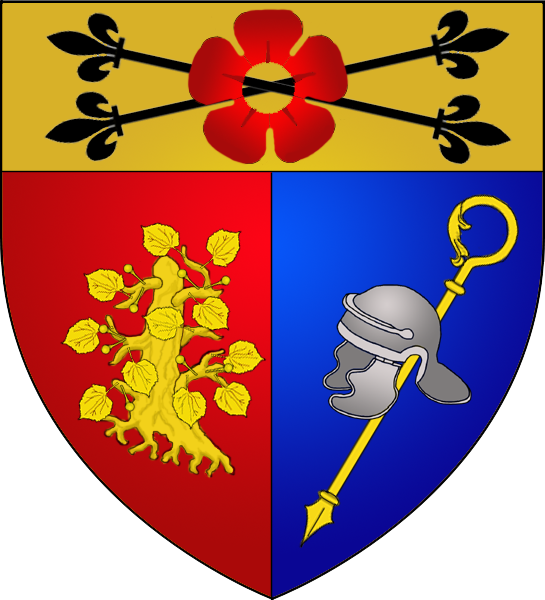
Wapen van Niederanven
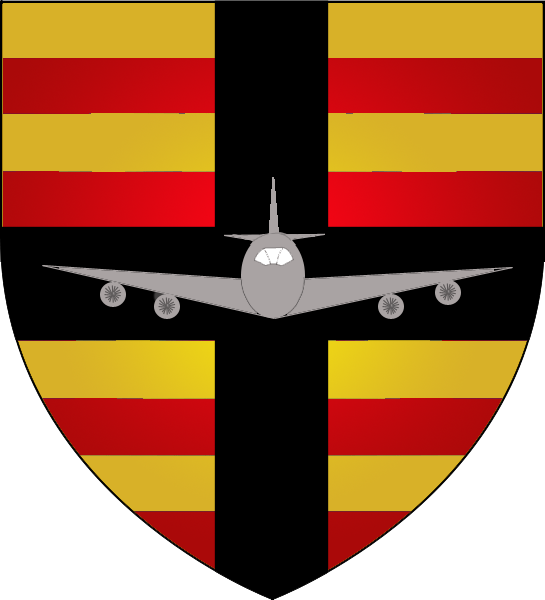
Wapen van Sandweiler
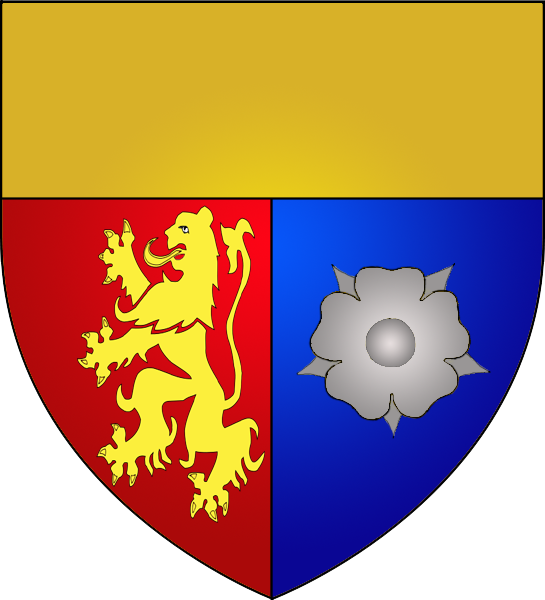
Wapen van Schuttrange
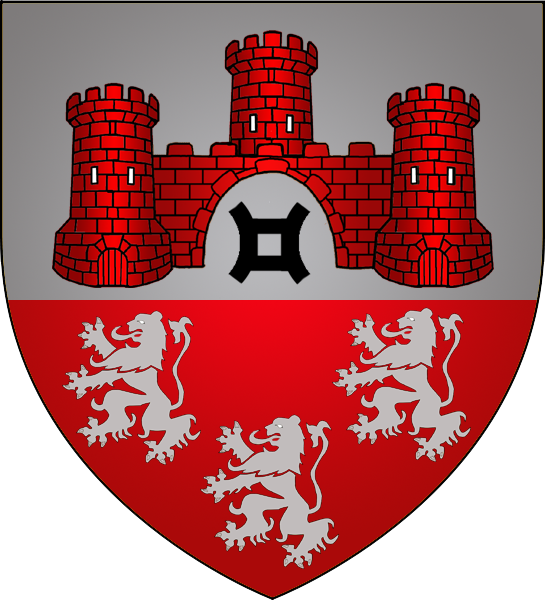
Wapen van Steinsel
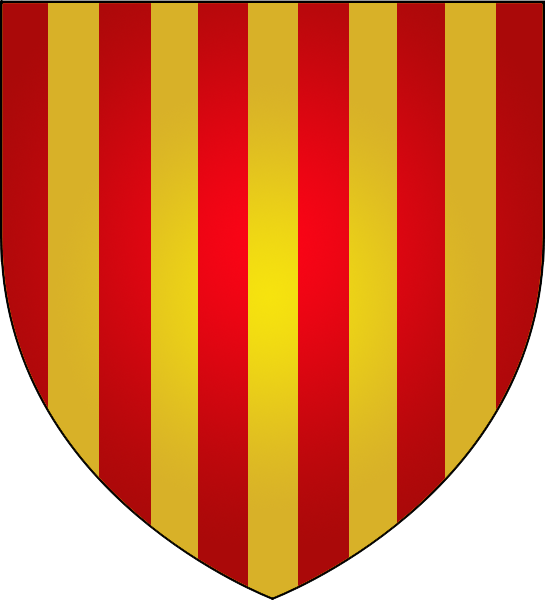
Wapen van Strassen
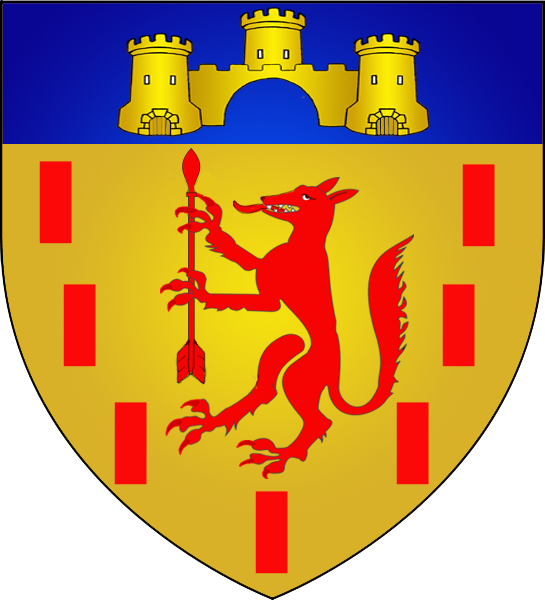
Wapen van Walferdange
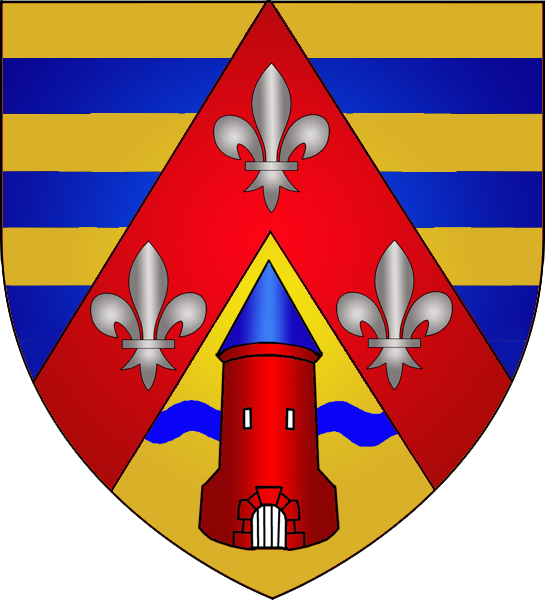
Wapen van Weiler-la-Tour

### Kanton Mersch

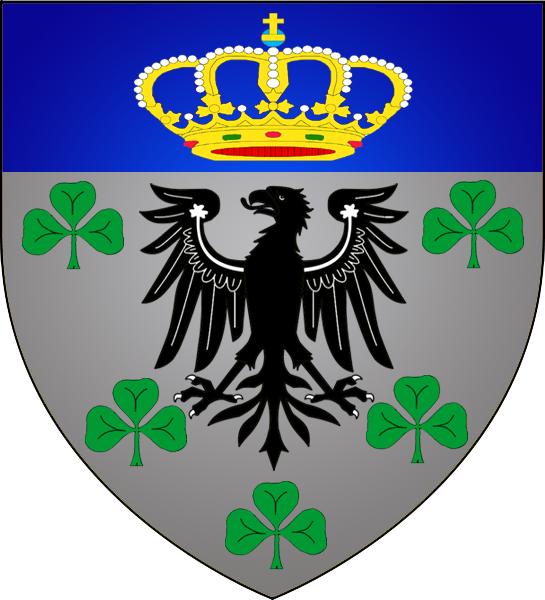
Wapen van Colmar-Berg
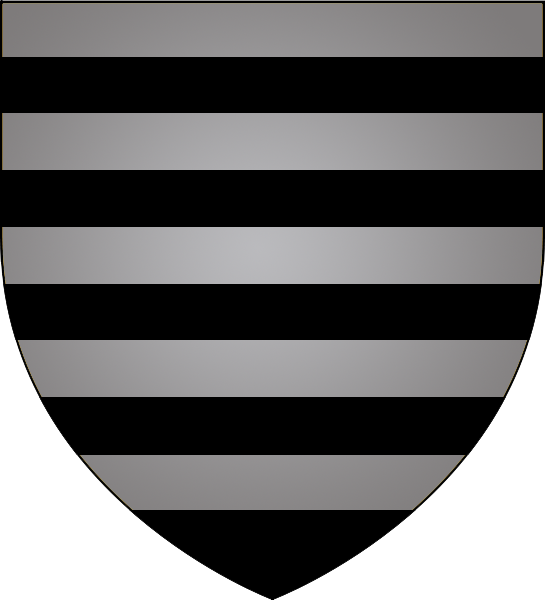
Wapen van Bissen
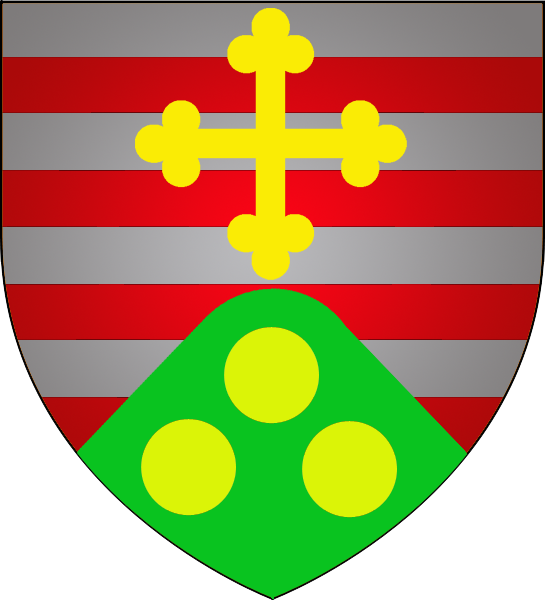
Wapen van Boevange-sur-Attert
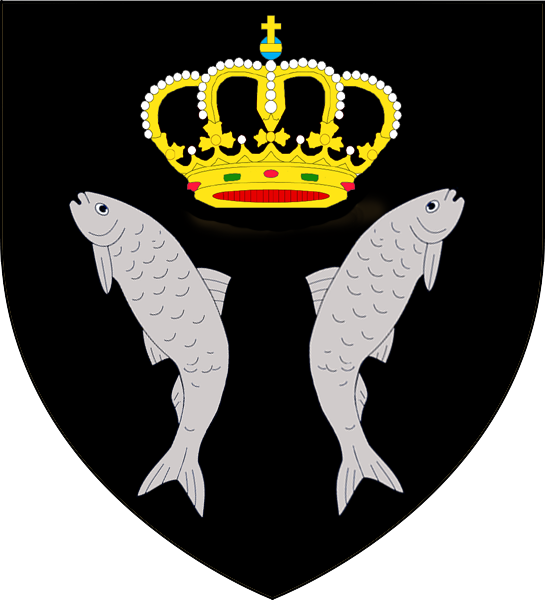
Wapen van Fischbach
Wapen van Heffingen
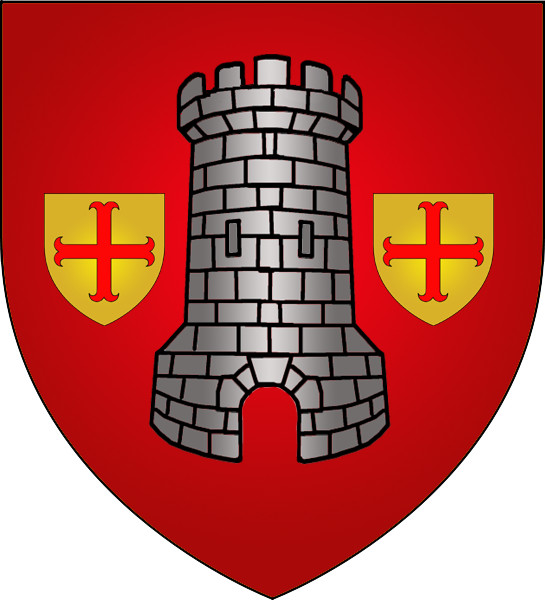
Wapen van Larochette
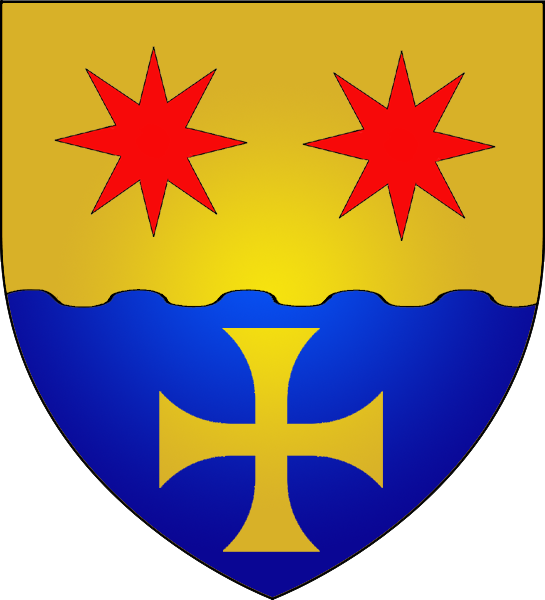
Wapen van Lintgen
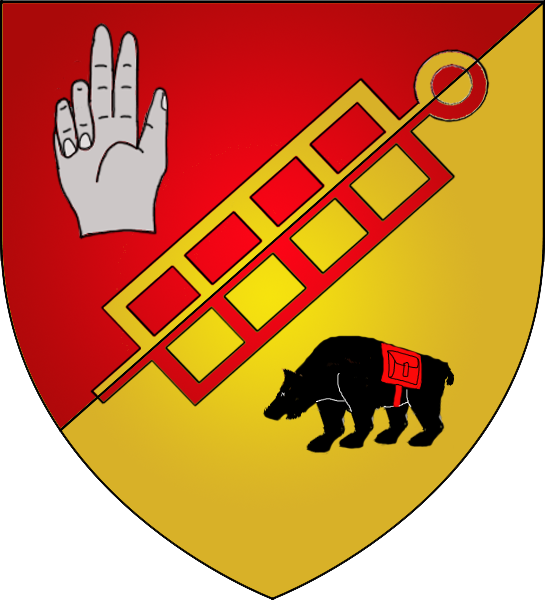
Wapen van Lorentzweiler
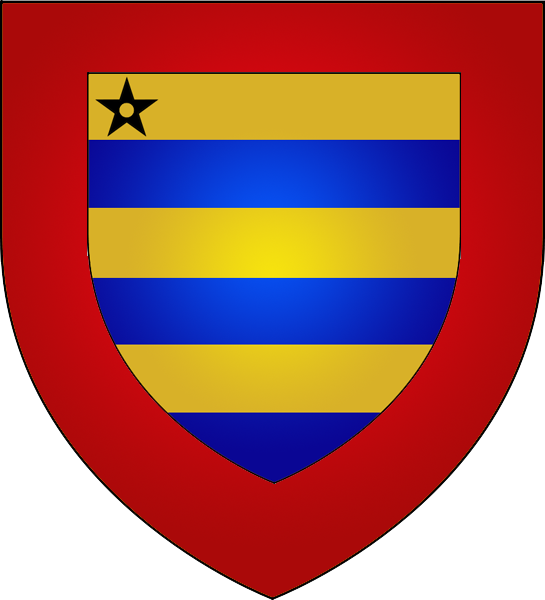
Wapen van Mersch
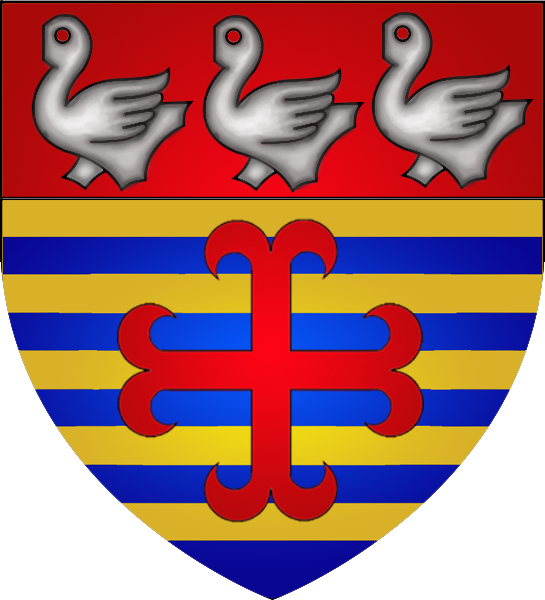
Wapen van Nommern
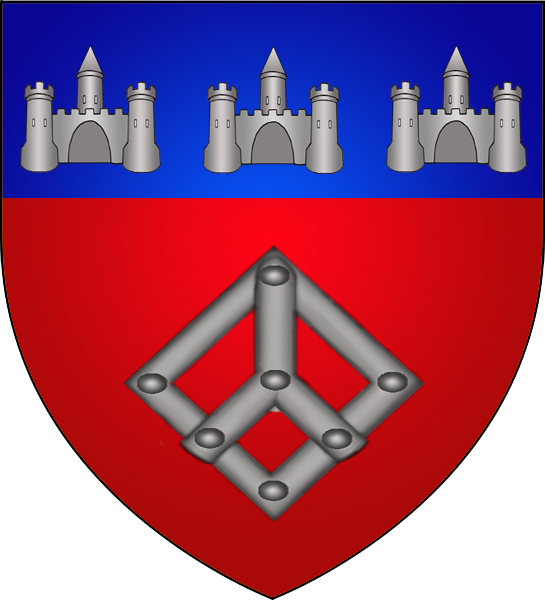
Wapen van Tuntange

#### Voormalige gemeenten

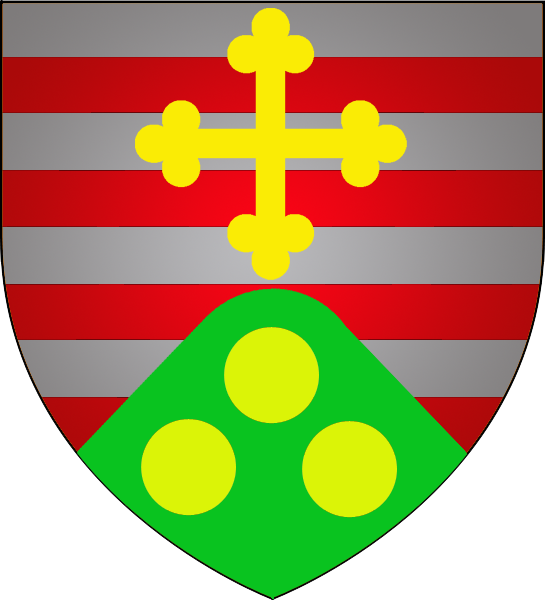
Wapen van Boevange-sur-Attert
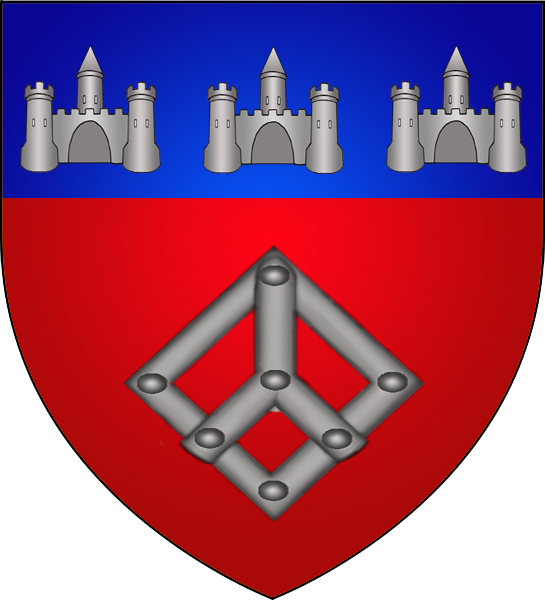
Wapen van Tuntange